# Prima guerra balcanica
La prima guerra balcanica (in albanese Lufta e parë ballkanike; in bulgaro Балканска война?, balkanska vojna; in greco Πρώτος βαλκανικός πόλεμος?, Pròtos balkanikòs pòlemos; in serbo Први балкански рат?, Prvi balkanski rat; in turco Birinci balkan savaşı) iniziò l'8 ottobre 1912, quando il Regno del Montenegro dichiarò guerra all'Impero ottomano; pochi giorni più tardi scesero in campo, a fianco del primo, anche i regni di Bulgaria, Serbia e Grecia dando vita alla Lega Balcanica, ed estendendo il conflitto a tutta la parte meridionale dei Balcani.
In meno di due mesi l'esercito dell'Impero ottomano subì una lunga serie di sconfitte, per mare e per terra, ad opera delle forze dei coalizzati che conquistarono la quasi totalità dei possedimenti ottomani nella penisola balcanica. Un primo armistizio fu stabilito il 3 dicembre 1912 (a cui la Grecia aderì solo il 24 dicembre), ma le trattative diplomatiche per giungere alla conclusione delle ostilità, mediate dalle potenze europee, non ebbero esito e i combattimenti ripresero il 3 febbraio 1913: le residue piazzeforti ottomane nei Balcani (Adrianopoli, Scutari, e Giannina) furono espugnate dai coalizzati, e un secondo armistizio fu stipulato il 24 aprile (il Montenegro vi aderì il 4 maggio).
Con la mediazione delle principali potenze europee, il 30 maggio 1913 fu firmato il trattato di Londra, che pose fine alla guerra: l'Impero ottomano perse quasi tutti i suoi territori europei che furono spartiti tra gli Stati della Lega balcanica; i dissensi circa la spartizione della regione della Macedonia provocarono attriti e contrasti tra i coalizzati, sfociati poi nella seconda guerra balcanica nel giugno-luglio 1913.

## Antefatti

### La disgregazione dell'Impero ottomano
All'inizio del XX secolo l'Impero ottomano versava in uno stato di grave crisi. Disordini e turbolenze affliggevano le provincie europee dell'Impero, collettivamente note come "Rumelia" ma amministrativamente divise nei sei vilayet di Adrianopoli (la Tracia orientale e centrale), di Salonicco (la Macedonia egea e la Tracia occidentale), di Monastir (la Macedonia centrale e occidentale e la parte centrale dell'odierna Albania), di Giannina (l'Epiro e l'Albania meridionale), di Scutari (l'Albania settentrionale) e del Kosovo (l'odierna regione più Sangiaccato e Macedonia settentrionale); rivolte locali, attentati e una perdurante guerriglia sconvolgevano la regione, abitata da una moltitudine di etnie e fedi religiose diverse. Particolarmente delicata era la situazione nella Macedonia (suddivisa tra i vilayet di Salonicco, Monastir e Kosovo), dove alla popolazione slava locale si affiancavano le popolazioni serbe, greche e bulgare: nel contesto del periodo noto anche come "Lotta Macedone", l'Organizzazione Rivoluzionaria Interna Macedone (VMRO), nata nel 1896, era una delle più attive nel compiere attentati contro l'amministrazione ottomana, al fine di costituire una Macedonia autonoma inserita all'interno di una federazione balcanica, mentre le altre minoranze etniche guardavano per lo più all'integrazione con i vicini Stati balcanici indipendenti, da cui ricevevano segretamente sostegno e finanziamenti.
Il colpo di Stato dell'aprile del 1908, promosso dall'organizzazione dei Giovani Turchi e che portò alla destituzione del sultano Abdul Hamid II in favore del fratello Mehmet V, costituì un motivo di ulteriore tensione nella Rumelia: i Giovani Turchi impressero un movimento di rinnovamento all'Impero orientato prevalentemente a eliminare la coesione su base musulmana del regno di Abdul Hamid in favore di un ruolo più centrale per l'etnia turca. Le riforme dei Giovani Turchi colpirono tutte le minoranze dell'Impero, ma trovarono forte opposizione in particolare presso gli albanesi, aperti sostenitori di Abdul Hamid: nell'aprile del 1910 nel vilayet del Kosovo, dove da tempo si verificavano scontri e violenze tra le minoranze serbe e albanesi, scoppiò una vasta insurrezione antiturca delle popolazioni albanesi; rivolta che si estese anche ai vilayet di Scutari e Monastir dopo la schiacciante vittoria dei Giovani Turchi alle elezioni del febbraio 1912. La rivolta albanese ottenne un ampio successo, e gli insorti, arrivati a contare quasi 45000 uomini, riuscirono a occupare nell'agosto del 1912 le importanti città di Prizren, Yeni Pazar e Üsküb (l'attuale Skopje); la prova di forza convinse il governo ottomano a trattare, e nel settembre del 1912 furono concesse ampie autonomie in materia di amministrazione e giustizia ai vilayet abitati dagli albanesi: si giunse perfino a ipotizzare la costituzione di un unico vilayet albanese, preludio alla creazione di un'Albania propriamente indipendente.

### La Lega Balcanica
Lo scoppio della guerra italo-turca nel settembre del 1911 non fece che incrementare il processo di disgregazione dell'Impero ottomano: le sconfitte turche in Libia e nel mar Egeo misero in luce la profonda crisi in cui versavano le forze ottomane, mentre i disordini in Macedonia e in Albania sembravano preannunciare un'imminente disgregazione dei territori europei dell'Impero; tutto ciò, inevitabilmente, fece da incentivo per gli Stati balcanici a intraprendere una politica aggressiva nei confronti degli ottomani.

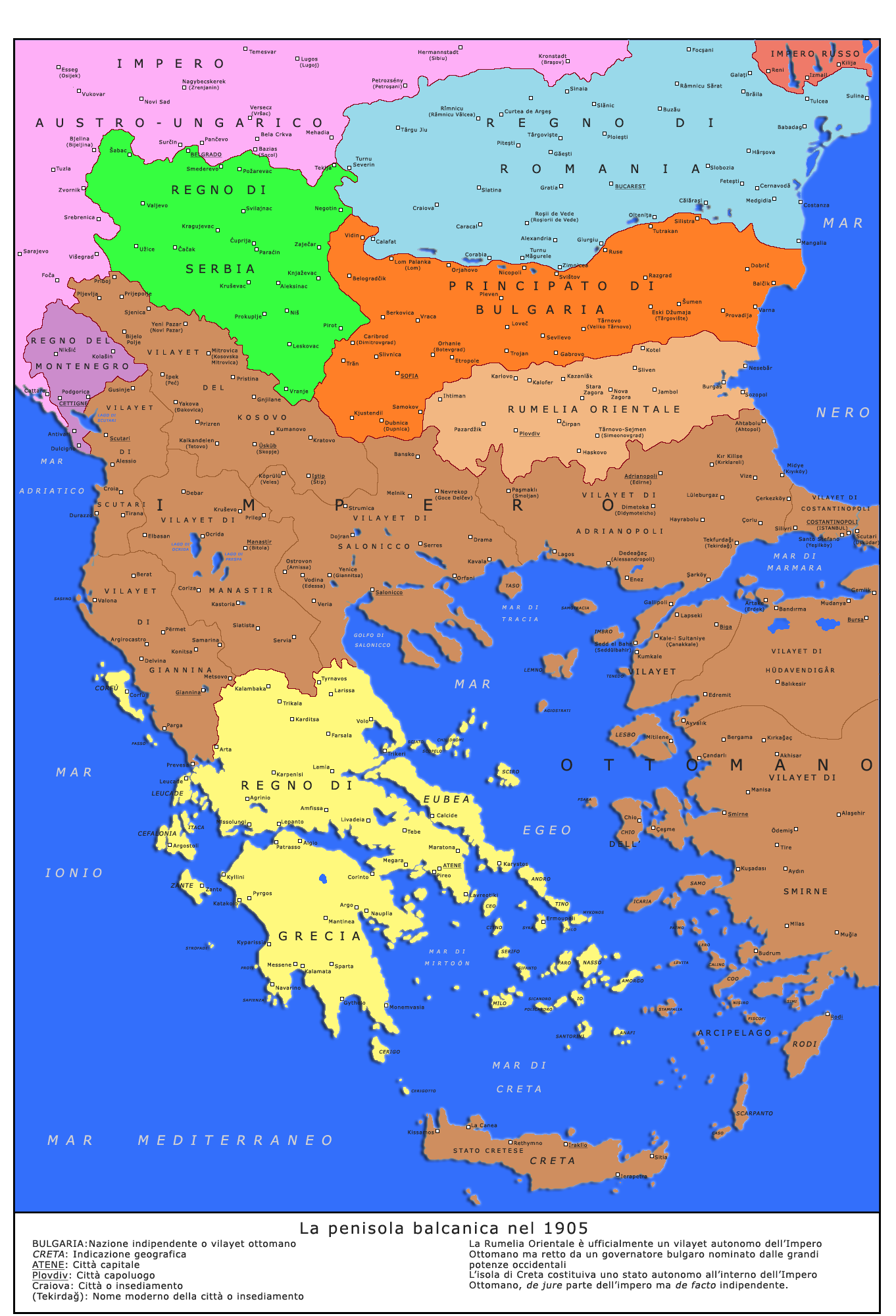
Carta dei Balcani nel 1905

I contatti tra Bulgaria e Serbia in merito alla spartizione dei territori ottomani procedettero per gradi: i due paesi si erano scontrati in una breve guerra nel 1886, e forti rimanevano i contrasti in merito alla spartizione della Macedonia, abitata da gruppi etnici appartenenti a entrambe le nazioni. Nel riavvicinamento dei due Stati giocò un ruolo rilevante la diplomazia russa, nella persona degli ambasciatori Nikolaj Hartwig (a Belgrado) e Aleksandăr Nekljudov (a Sofia): di fatto i due diplomatici si mossero in maniera autonoma e non coordinata con le istruzioni che giungevano dal ministro degli esteri russo Sergej Dmitrievič Sazonov, che, come del resto tutte le potenze europee, puntava a una stabilizzazione pacifica dei Balcani ed era contrario alla guerra contro l'Impero ottomano. Dopo alcuni incontri informali all'inizio del 1910, i contatti tra le due nazioni ripresero nel settembre del 1911: i rispettivi primi ministri, il bulgaro Ivan Gešov e il serbo Nikola Pašić, convennero sulla necessità di un'alleanza militare per impossessarsi dei territori ottomani, concordando anche su una prima bozza di spartizione (la Tracia alla Bulgaria, il Kosovo e il nord dell'Albania alla Serbia, che puntava così a ottenere uno sbocco al mare). Più complicata fu la questione della spartizione dei territori macedoni: abbandonata l'idea, promossa dai bulgari, di farne una provincia autonoma, vennero definite una zona spettante alla Serbia e una spettante alla Bulgaria, con in mezzo una vasta "zona contesa" rivendicata da entrambe, comprendente le città di Üsküb, Kumanovo, Ohrid, Debre, Kičevo, Kalkandelen e Struga; dopo lunghi negoziati, si convenne infine che la sorte della zona contesa sarebbe stata definita a guerra conclusa, con un arbitrato mediato dallo zar di Russia. Tra l'11 e il 13 marzo 1912 i due Stati sottoscrissero un trattato di amicizia e alleanza, presentato alla diplomazia europea come un modo per mantenere lo status quo nei Balcani; le decisioni in merito alla spartizione dei territori ottomani erano contenute in un allegato mantenuto segreto.
La questione dei territori ottomani interessava anche la Grecia: uscito sconfitto nella guerra greco-turca del 1897, il paese ambiva a ottenere guadagni territoriali nella Macedonia meridionale, oltre a risolvere definitivamente la questione di Creta (separata dall'Impero ottomano e costituita come Stato indipendente nel 1898, ma desiderosa di unirsi alla Grecia). Sostenuto dagli ambienti militari e da un largo seguito popolare, nell'ottobre del 1910 divenne Primo ministro greco Eleutherios Venizelos, fautore di una politica di rafforzamento nazionale in vista dello scontro con gli ottomani; Venizelos rilanciò i rapporti con la Bulgaria, nonostante una certa ostilità alla convergenza tra i due paesi presso le rispettive opinioni pubbliche: dopo aver stabilizzato le relazioni con la Serbia, nel febbraio del 1912 Gešov si dedicò ai rapporti con i greci, stabilendo una solida intesa sul piano militare ma trovando anche qui contrasti sulla spartizione della Macedonia meridionale, e in particolare sul destino di Salonicco (chiamata dagli ottomani Selanik), rivendicata da entrambi. Incassato il sostegno bulgaro sulla questione di Creta e desideroso di portare a termine l'accordo, Venizelos non ritenne necessario forzare la questione della Macedonia, rimandando le spartizioni territoriali al dopoguerra: il 29 maggio 1912 un trattato di alleanza fu stipulato tra Grecia e Bulgaria.
L'ultimo ad aggregarsi alla "Lega balcanica" fu il Montenegro: attivo nel sostenere la guerriglia albanese contro gli ottomani, il re Nicola I era tuttavia ostile alla Serbia, accusata di appoggiare l'opposizione interna al monarca. Solo nel maggio del 1912, su iniziativa diplomatica russa, il piccolo regno fu coinvolto nei negoziati per la creazione della Lega: un accordo verbale con i bulgari concedeva al Montenegro, in cambio del suo sostegno militare, il possesso di tutto il territorio che sarebbe riuscito a conquistare; venne anche convenuto che i montenegrini avrebbero iniziato per primi la guerra, attaccando gli ottomani per la fine del settembre 1912. Un'intesa serbo-montenegrina arrivò solo il 6 ottobre 1912, due giorni prima dell'inizio delle ostilità: si stabilirono linee di massima per la spartizione del Sangiaccato, con alcuni territori rimessi ad arbitrati nel dopoguerra; un trattato di alleanza fu infine stipulato il 15 ottobre seguente.

### Ultime manovre diplomatiche

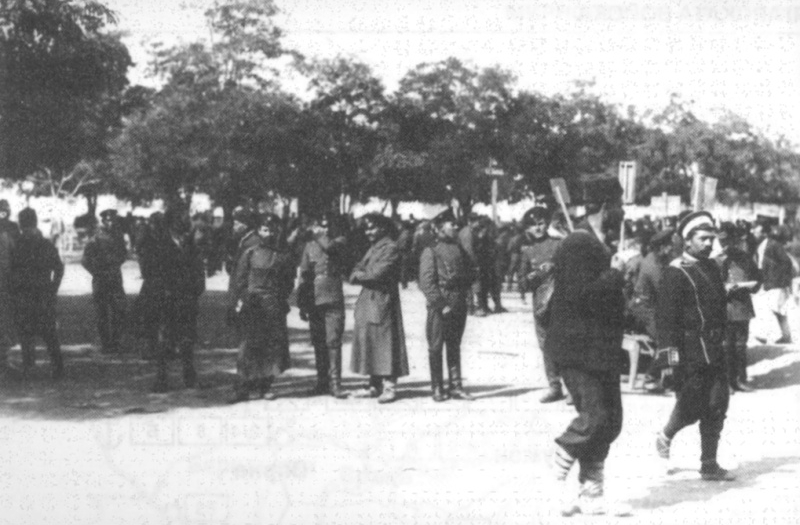
Truppe bulgare in fase di mobilitazione a Sofia

Il 17 luglio truppe turche e montenegrine si scontrarono lungo la frontiera tra le due nazioni, a causa di una disputa circa il possesso di un villaggio albanese: gli ottomani ruppero le relazioni diplomatiche con il regno, ma sia Cettigne che Istanbul convennero di "congelare" la questione; i montenegrini, comunque, si assicurarono un utile casus belli. In agosto una serie di attentati condotti dal VRMO macedone a Kočani provocò la dura reazione delle autorità ottomane, che fecero 120 morti tra la popolazione civile; la repressione scatenò proteste in Bulgaria e pubbliche richieste di ritorsioni nei confronti degli ottomani. La concessione dell'autonomia agli albanesi nel settembre del 1912 accelerò i piani dei coalizzati: a metà settembre serbi e bulgari stilarono un ultimatum per chiedere a Istanbul di estendere l'autonomia anche alle altre minoranze etniche e di ritirare le proprie truppe dai territori europei; i greci proposero di risolvere la disputa solo per vie diplomatiche, auspicando un'accettazione dell'ultimatum da parte degli ottomani, ma i bulgari spinsero per la soluzione militare.
Le potenze europee erano nel complesso contrarie alla guerra: l'Impero austro-ungarico puntava a contrastare i piani degli alleati spingendo per l'autonomia dell'Albania, strumento utile anche per negare ai nemici serbi uno sbocco al mare; l'Italia appoggiava Vienna sulla questione albanese, puntando a esercitare una notevole influenza sul nascente Stato. Intuito che l'alleanza tra le nazioni balcaniche accelerava invece di rallentare la possibilità di una guerra, il russo Sazonov tentò di fare pressione sulla Lega perché desistesse dai suoi propositi, ma i coalizzati respinsero le sue proposte; il presidente francese Raymond Poincaré propose un piano internazionale per stabilizzare i Balcani e allontanare il pericolo di una guerra, ma non trovò l'appoggio degli alleati britannici, contrari a impegnarsi nella regione, e dei russi, timorosi di un maggiore coinvolgimento degli austroungarici e dei tedeschi nella questione.
La Lega balcanica aspettava ormai solo il pretesto giusto, che fu fornito dagli stessi ottomani: tra il 23 e il 24 settembre un carico di materiale bellico destinato alla Serbia fu bloccato dai turchi nel porto di Salonicco, mentre 100 000 uomini vennero mobilitati nel vilayet di Adrianapoli, davanti alla frontiera bulgara; per tutta risposta Sofia ordinò una parziale mobilitazione dei propri riservisti a partire dal 25 settembre. Tra il 26 e il 28 settembre i vertici militari serbo-bulgari si incontrarono per mettere a punto i piani operativi finali; il 30 settembre Bulgaria, Serbia e Grecia proclamarono la mobilitazione generale, seguite dal Montenegro il giorno successivo e dall'Impero ottomano il 2 ottobre. Il 4 ottobre, sempre su sollecitazione di Poincaré, le potenze europee trovarono infine un accordo per tentare di impedire la guerra: fu costituita una delegazione diplomatica mista russa e austroungarica da inviare presso gli Stati balcanici per convincerli a desistere dai preparativi bellici, mentre su pressione francese il gran visir ottomano Gazi Ahmet Muhtar Pascià annunciò l'8 ottobre di aver preparato un pacchetto di riforme per tutta la Rumelia.
La mediazione europea arrivò troppo tardi: quello stesso 8 ottobre il Montenegro dichiarò guerra all'Impero ottomano, adducendo come pretesto la mancata risoluzione della disputa sui confini; il 9 ottobre seguente, alle 07:00, il principe Pietro sparò simbolicamente il primo colpo di fucile contro le posizioni ottomane, e subito dopo le truppe montenegrine si riversarono oltre la frontiera. Il 12 ottobre gli altri tre Stati della Lega rigettarono ufficialmente la proposta di mediazione austro-russa, inviando allo stesso tempo a Istanbul il testo dell'ultimatum già predisposto; il 15 ottobre il governo ottomano respinse il testo dell'ultimatum, provvedendo anche il 17 ottobre seguente a espellere gli ambasciatori di Serbia e Bulgaria, proprio mentre si accingevano a consegnare la formale dichiarazione di guerra; l'ambasciatore greco fu invece in grado di consegnare il testo il giorno successivo, dando ufficialmente avvio al conflitto.

## Forze in campo

### Bulgaria

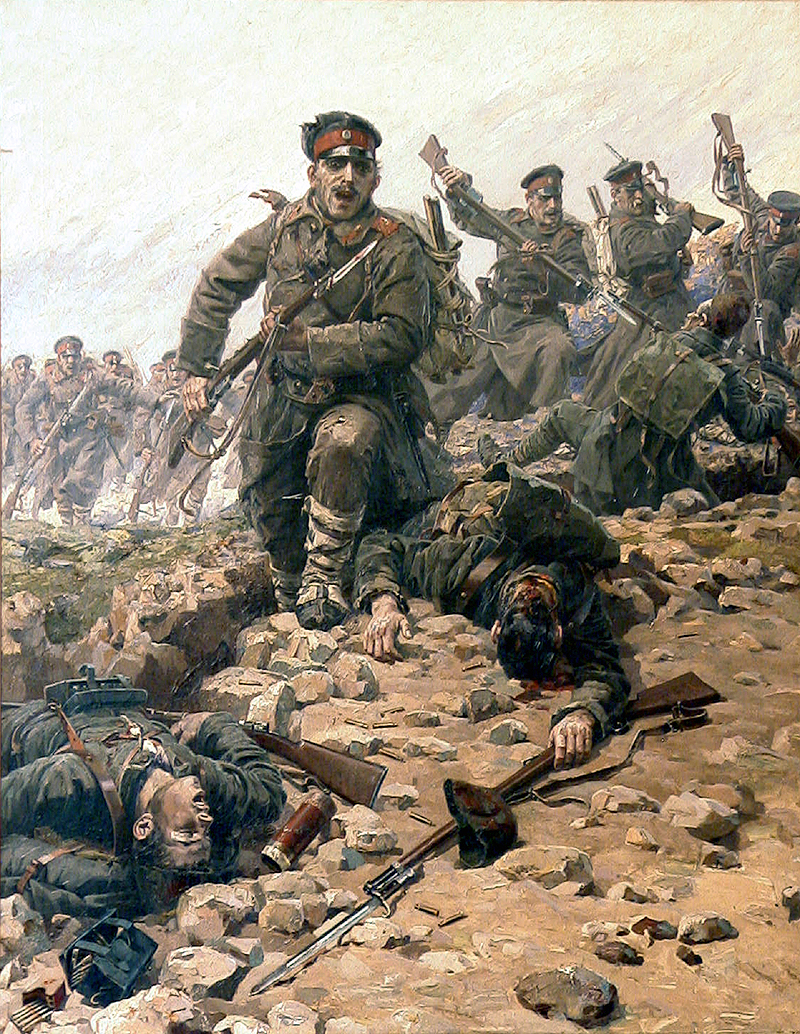
Fanti bulgari all'assalto in un quadro di Jaroslav Věšín

L'esercito bulgaro costituiva la forza più potente, meglio armata e addestrata della Lega balcanica: da una popolazione di 4,3 milioni di abitanti furono mobilitati più di 350 000 uomini delle forze regolari, suddivisi in undici divisioni di fanteria e una di cavalleria; ogni divisione aveva tre brigate di due reggimenti ciascuna, salvo tre divisioni di fanteria e quella di cavalleria che invece avevano solo due brigate. L'esercito bulgaro annoverava armamenti di varia provenienza, frutto dell'oscillazione della nazione tra i due blocchi europei contrapposti, la Triplice intesa e la Triplice alleanza: la fanteria era armata con i fucili austroungarici Steyr-Mannlicher M1895, l'arma individuale più tecnologicamente avanzata tra quelle in dotazione ai belligeranti, e con le mitragliatrici tedesche MG 08, mentre i 720 pezzi d'artiglieria erano in maggioranza francesi del tipo Schneider 75 mm Modèle 1905; erano inoltre disponibili cinque aeroplani (di fabbricazione britannica, francese e russa) a cui se ne aggiunsero ulteriori 17 a guerra iniziata, utilizzati prevalentemente per la ricognizione ma anche per improvvisate missioni di bombardamento.
La marina militare bulgara era una forza piccola, destinata principalmente alla difesa costiera, e poteva allineare 6 moderne torpediniere da 100 t costruite in Francia dalla Schneider et Cie (Drăzki, Smeli, Hrabri, Šumni, Letjašti e Strogi) entrate in servizio tra il 1905 e il 1908, che comunque bastavano a impegnare la flotta ottomana nel controllo delle rotte mercantili del Mar Nero, e una cannoniera (la Nadežda) risalente al 1898. Comandante in capo delle forze bulgare era nominalmente lo zar Ferdinando I, ma allo scoppio della guerra questi preferì cedere il suo ruolo al generale Mihail Savov; la carica di capo di stato maggiore dell'esercito era invece ricoperta dal generale Ivan Fičev.
Il piano originario bulgaro prevedeva un'offensiva iniziale nella regione della Tracia, per battere le principali forze ottomane e tagliare la ferrovia Istanbul-Salonicco, vitale via di rifornimento per le armate turche schierate più a occidente; una volta fatto ciò, le principali forze bulgare avrebbero piegato verso ovest per muovere in aiuto di serbi e greci in Macedonia. In fase di pianificazione ci si rese conto tuttavia che tale manovra scopriva il fianco delle armate bulgare a contrattacchi dei rinforzi ottomani provenienti dall'Anatolia, con il rischio anche di un'invasione del territorio nazionale: venne quindi presa la decisione di lasciare ai serbi la responsabilità delle operazioni in Macedonia, mentre i bulgari si sarebbero concentrati solo sulla Tracia; tale decisione avrebbe poi avuto un pesante prezzo politico nel dopoguerra.
Il grosso dell'esercito bulgaro (297 000 uomini) fu organizzato in tre armate: la Prima Armata del generale Vasil Kutinčev (su tre divisioni di fanteria) era schierata a sud di Jambol dietro la linea del fiume Tundža; sul fianco occidentale della Prima vi era la Seconda Armata del generale Nikola Ivanov (tre divisioni e una brigata indipendente di fanteria, più gran parte dell'artiglieria d'assedio bulgara), puntata verso Adrianopoli (l'attuale Edirne), mentre su quello orientale, in posizione più defilata e mascherata dalla divisione di cavalleria, vi era la Terza Armata del generale Radko Dimitriev (tre divisioni di fanteria), incaricata di attraversare il massiccio dello Strandža e di calare sulla fortezza ottomana di Kirk Kilisse. La Tracia occidentale era obiettivo del "Distaccamento Rodope", schierato sul fianco ovest della Seconda Armata e formato dalla 2ª Divisione fanteria "Tracia" e da circa 16 000 volontari irregolari (in maggioranza macedoni); infine, la 7ª Divisione fanteria "Rila" era assegnata al fronte macedone, inserita all'interno della Seconda Armata serba.

### Serbia

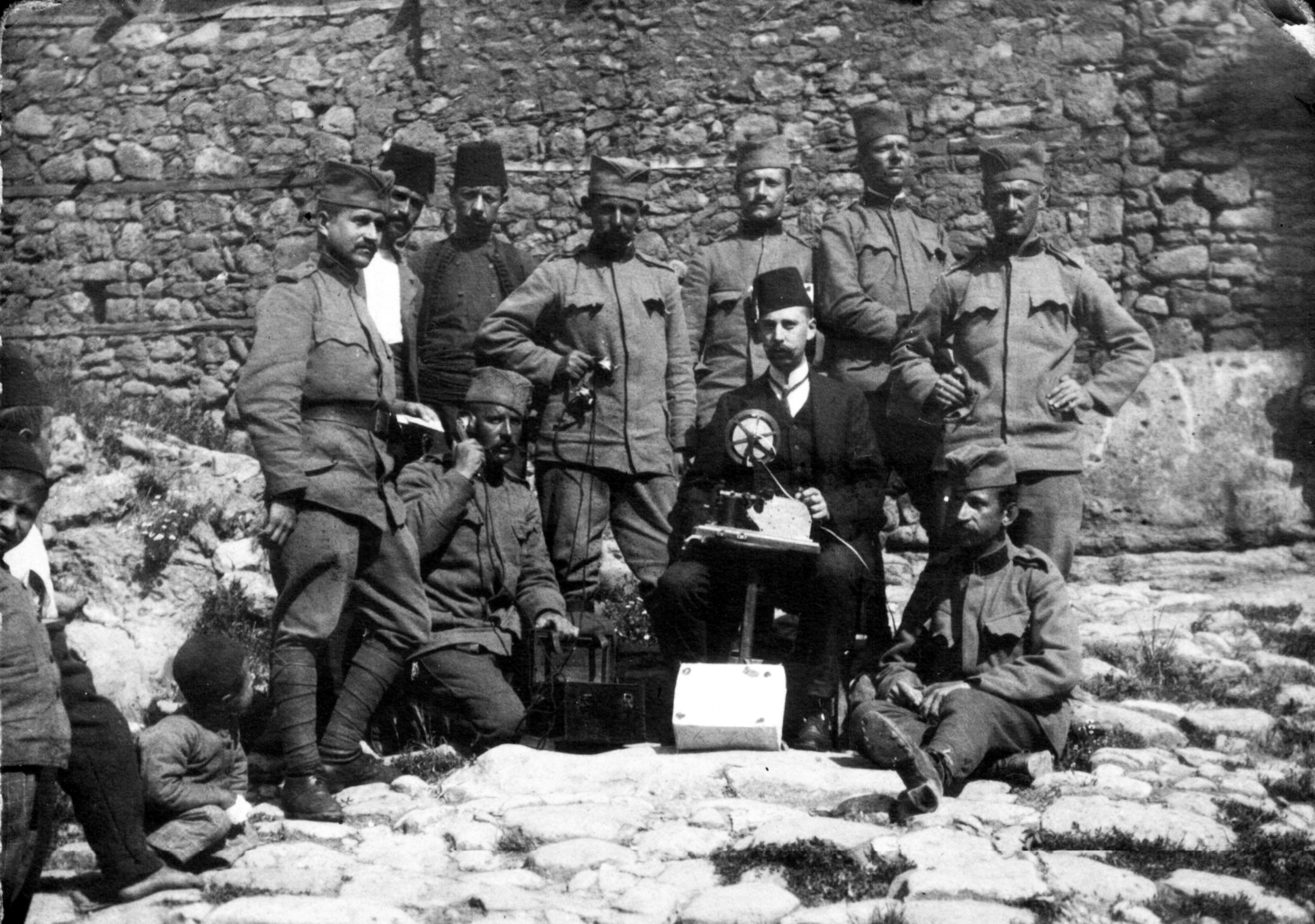
Un gruppo di soldati serbi

Da una popolazione prebellica di 2,9 milioni di abitanti, la Serbia mobilitò inizialmente 230 000 uomini, saliti poi a più di 300 000 entro tre settimane dopo l'inizio delle ostilità: il secondo esercito per consistenza numerica della Lega; le forze serbe erano suddivise in dieci divisioni e due brigate indipendenti di fanteria e una divisione di cavalleria, e ogni divisione era composta da tre o quattro reggimenti. Le unità migliori della fanteria serba avevano come arma individuale il fucile tedesco Mauser modello 1899 o 1910, ma i riservisti e le unità di seconda linea erano armate con il più datato fucile russo Berdan; come armi d'appoggio erano disponibili le mitragliatrici britanniche Maxim, mentre la maggior parte dei 500 cannoni disponibili erano i 75 mm Mle. 1897 francesi. I serbi avevano inoltre tre aeroplani, a cui se ne aggiunsero altri 10 a ostilità iniziate. Comandante in capo nominale era il re Pietro I, anche se il comando effettivo era esercitato dal capo di stato maggiore dell'esercito Radomir Putnik.
Le forze serbe erano divise in quattro armate: nucleo centrale era la Prima Armata del principe ereditario Alessandro Karađorđević (cinque divisioni di fanteria e la divisione di cavalleria), schierata nell'alta valle della Morava occidentale e incaricata di marciare su Üsküb attraverso la pianura dell'Ovče Pole, il sito dove si prevedeva sarebbe stato schierato il grosso delle truppe ottomane; sul fianco orientale della Prima Armata vi era la Seconda Armata serba del generale Stepa Stepanović (una divisione di fanteria più la 7ª Divisione bulgara, posta nominalmente sotto il suo comando), schierata in territorio bulgaro presso Kjustendil e incaricata di invadere la Macedonia orientale. Il Kosovo era obiettivo della Terza Armata serba del generale Božidar Janković (tre divisioni e una brigata indipendente di fanteria), schierata nella Serbia occidentale nei pressi di Kuršumlija, mentre l'Armata dell'Ibar del generale Mihailo Živković (un'unica divisione di fanteria rinforzata), radunata presso Kraljevo, doveva operare nel Sangiaccato insieme ai montenegrini; infine, la brigata indipendente "Javor" del colonnello Milivoje Anđelković copriva la frontiera tra Serbia e Austria-Ungheria, nel timore di un attacco a sorpresa delle forze austroungariche contro il paese.

### Grecia

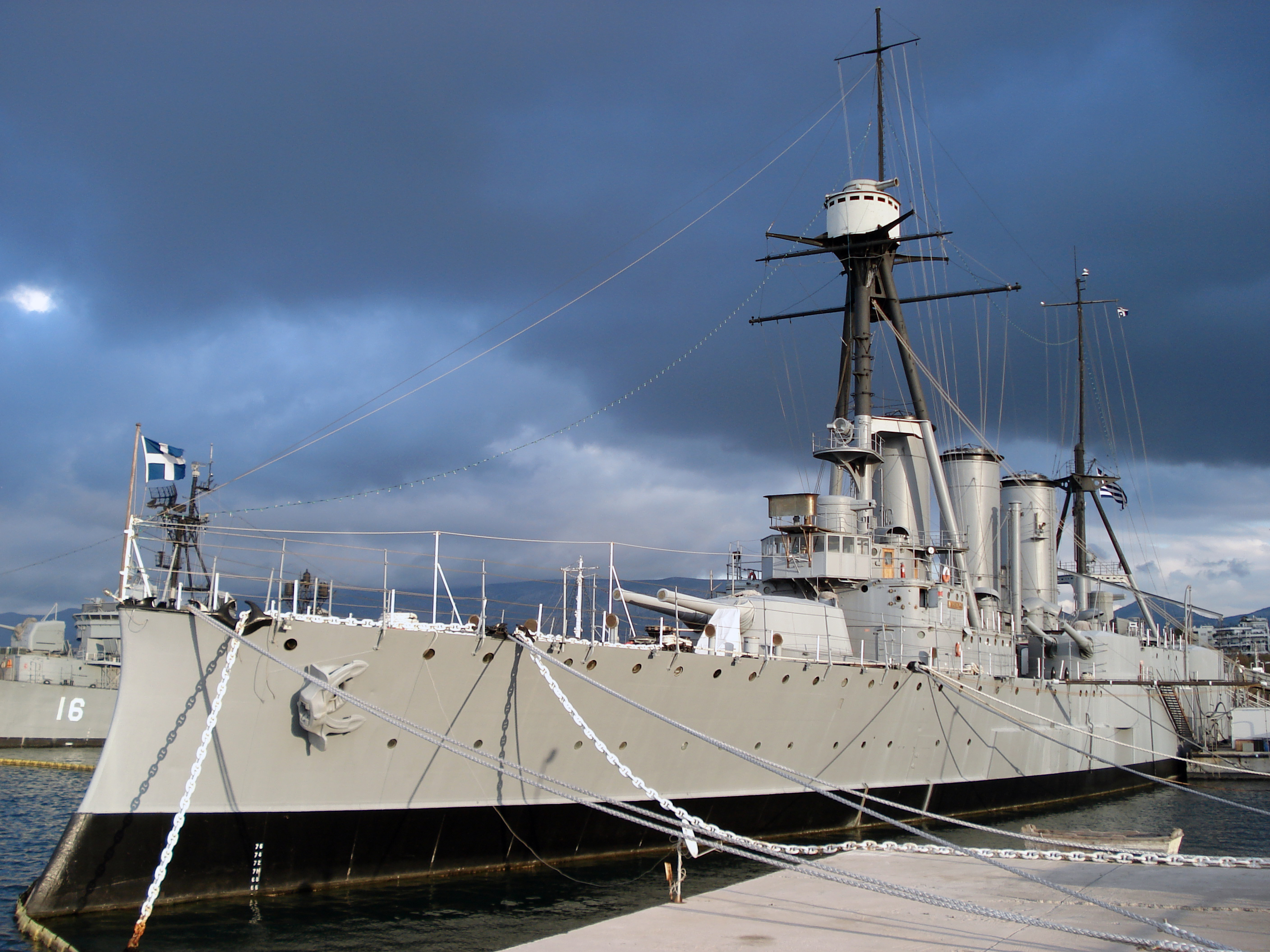
La Georgios Averof, nave ammiraglia greca nel 1912, oggi trasformata in nave-museo

I pianificatori serbo-bulgari attribuivano scarsa importanza al contributo che la Grecia poteva dare all'invasione terrestre della Macedonia, vista anche la pessima prova fornita dall'esercito ellenico nella guerra greco-turca del 1897; di fondamentale importanza era invece la Marina militare greca, la sola forza navale in grado di stabilire il controllo del mar Egeo e di imporre il blocco ai porti ottomani, impedendo al nemico di trasportare rinforzi e rifornimenti via mare dai territori asiatici dell'Impero: era questo il motivo principale per cui la Grecia era stata inclusa nella Lega. A dispetto di quello che pensavano gli alleati, tuttavia, l'esercito greco aveva fatto passi da gigante dopo le sconfitte del 1897, anche grazie al contributo di una missione militare francese invitata nel paese nel 1911: da una popolazione di 2,6 milioni di abitanti furono mobilitati 120 000 soldati delle forze regolari e 140 000 della guardia nazionale e delle forze di riserva, suddivisi in otto divisioni di fanteria di tre reggimenti ciascuna e una brigata indipendente di cavalleria. I greci erano armati prevalentemente con i fucili austroungarici Mannlicher-Schönauer, mentre i circa 160 pezzi d'artiglieria erano principalmente cannoni francesi da montagna Schneider 76 mm Modèle 1909; erano inoltre disponibili quattro aeroplani.
L'esercito greco fu quasi interamente concentrato nell'Armata della Tessaglia (sette divisioni di fanteria, la brigata di cavalleria e quattro battaglioni indipendenti di euzoni, la fanteria da montagna greca), posta sotto il comando del principe ereditario Costantino e del suo capo di stato maggiore generale Panagiōtīs Dagklīs e schierata presso Larissa col compito di muovere semplicemente verso nord, in direzione di Salonicco e Monastir; l'Armata dell'Epiro del generale Konstantinos Sapountzakis, schierata presso Arta, non era più di una divisione rinforzata, costituita da un miscuglio di unità di fanteria, battaglioni di euzoni, due battaglioni di volontari cretesi e un contingente internazionale di "garibaldini", guidato da Ricciotti Garibaldi. Obiettivo nominale delle forze di Sapountzakis era Giannina (conosciuta come Yanya durante la dominazione ottomana), anche se le fortezze che proteggevano la città erano un ostacolo troppo difficile per le poche truppe a sua disposizione.
La marina greca, guidata dall'ammiraglio Paulos Kountouriōtīs, costituiva una forza relativamente moderna e bene addestrata, anche grazie agli sforzi di una missione militare britannica attiva nel paese dal maggio del 1911. Il cuore della flotta era rappresentato dall'incrociatore corazzato Georgios Averof, costruito in Italia nel 1910 come terza unità della classe Pisa: con un dislocamento a pieno carico di 10 200 tonnellate, un armamento principale di quattro cannoni da 234 mm e una velocità di 22 nodi, la Averof era la nave più moderna in servizio tra le marine dei belligeranti; all'incrociatore si aggiungevano poi le tre vecchie corazzate pre-dreadnought della classe Hydra (Hydra, Spetsai e Psara), costruite in Francia tra il 1889 e il 1890, otto cacciatorpediniere entrati in servizio tra il 1906 e il 1907 (quattro della classe Thyella, costruiti nel Regno Unito, e quattro della classe Niki, costruiti in Germania) più altri sei cacciatorpediniere (i quattro della classe Aetos costruiti nel Regno Unito e i due della classe V-1 ceduti dalla marina tedesca) consegnati nel 1912 pochi giorni prima dello scoppio delle ostilità insieme al primo sommergibile greco, il Delfin. La marina greca fu colta dallo scoppio della guerra durante una fase di riorganizzazione, e non era ancora completamente pronta a sostenere il conflitto: circa un terzo della flotta era entrato in servizio solo da pochi giorni, dando poco tempo agli equipaggi per addestrarsi e familiarizzare con le nuove navi, mentre le scorte di carbone e munizioni erano piuttosto ridotte.

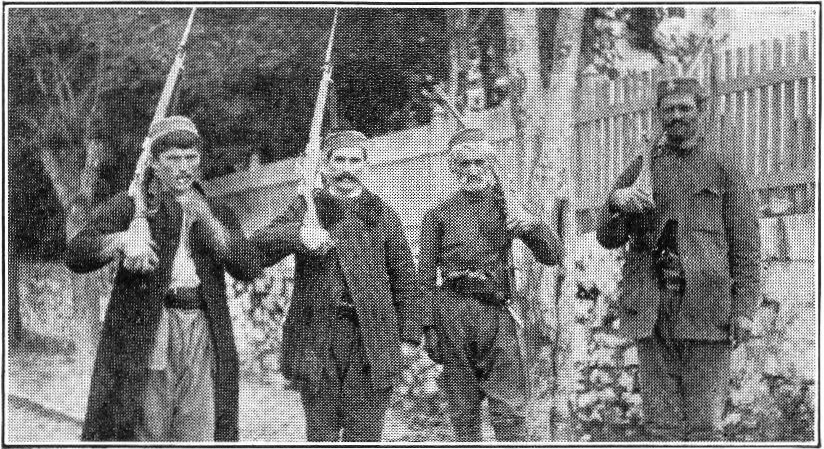
Fanti e riservisti montenegrini

### Montenegro
Il più piccolo e meno popoloso tra gli Stati della Lega Balcanica, il Montenegro poteva impiegare per forza di cose solo forze ridotte. I 44 500 uomini mobilitati erano suddivisi in undici piccole brigate di fanteria, riorganizzate per l'occasione in tre "divisioni": la Divisione Orientale del generale Janko Vukotić avrebbe dovuto attaccare il Sangiaccato e la città di Yeni Pazar, per poi ricongiungersi alle forze serbe nel Kosovo; la Divisione della Zeta del principe ereditario Danilo, composta dalle truppe migliori, si sarebbe spostata lungo la riva orientale del lago di Scutari per attaccare la stessa Scutari (chiamata dagli ottomani İşkodra), obiettivo principale dei montenegrini, mentre la Divisione Litoranea del generale Mitar Martinović avrebbe fatto lo stesso dal lato occidentale del lago. I fanti montenegrini erano armati per lo più con i fucili russi Berdan, mentre l'artiglieria disponeva di 120 bocche da fuoco tra mortai e cannoni da montagna; non esistevano forze aeree o navali né un vero e proprio stato maggiore, e il re Nicola I deteneva il comando in capo.

### Impero ottomano

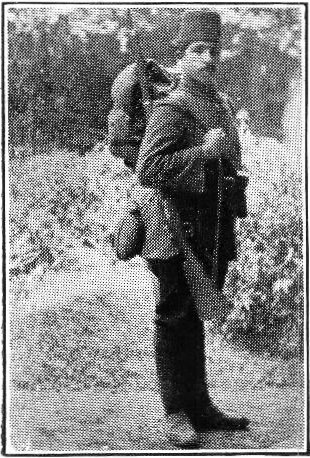
Un soldato ottomano

Con una popolazione di 26 milioni di abitanti appartenenti a dozzine di gruppi etnici e religiosi diversi, l'Impero ottomano iniziò la guerra con il suo consueto esercito cosmopolita, fatto che secondo alcuni storici provocava più svantaggi che vantaggi: esentate dalla leva fino alla riforma costituzionale del 1909, le reclute cristiane tendevano a opporsi alla mobilitazione ed erano facili alla diserzione; la variegata composizione dell'armata rendeva difficoltosa la comunicazione degli ordini tra i ranghi, mentre le forti disparità etniche e sociali tra ufficiali e truppa minavano la coesione dei reparti, il cui morale era inoltre pesantemente intaccato da un profondo senso di disincanto e delusione diffuso a tutti i livelli istituzionali dell'Impero. Con il trascorrere del conflitto, tuttavia, le forze armate ottomane assunsero un carattere progressivamente più "islamico" e "turco", migliorando la coesione interna e guadagnando un'unità di intenti che prima mancava. In generale le forze ottomane, ancora in fase di riorganizzazione dopo la guerra contro l'Italia, non erano preparate a un conflitto con gli Stati balcanici: una missione militare tedesca era da poco giunta nel paese per curare l'addestramento dell'esercito, ma necessitava ancora di tempo per produrre risultati apprezzabili.

#### L'esercito
Come gli equivalenti europei del periodo, l'esercito ottomano era suddiviso tra truppe regolari e riservisti richiamati. Una volta arruolata, la recluta trascorreva due anni nelle forze regolari (Nizam), composte dalle unità migliori e meglio equipaggiate, per poi passare per i successivi 20 anni nella riserva (Redif), mobilitata solo in caso di guerra e ripartita in due classi (Redif I e Ilaweh, denominata Redif II dal 1903): l'idea era che la prima classe fosse pronta alla mobilitazione in tempi rapidi, mentre la seconda, comprendente le reclute più anziane, si sarebbe aggiunta in seguito; in teoria a ogni divisione Nizam si dovevano aggiungere due divisioni Redif per formare un corpo d'armata, anche se questo schema non sempre era rispettato. Le forze regolari erano dotate degli armamenti migliori, come i fucili tedeschi Mauser modello 1890, ma i riservisti erano dotati di un gran numero di armi più obsolete, come i Martini-Henry Mk I–IV britannici del 1870, in più calibri diversi che producevano di conseguenza problemi nel rifornimento delle munizioni; l'artiglieria da campagna era dotata principalmente dei cannoni tedeschi 75 mm Feldkanone 1903 ma quella da fortezza era un miscuglio di pezzi più antiquati: in totale vi erano 1200 cannoni da campagna e 1115 pezzi d'artiglieria da fortezza. La neonata forza aerea ottomana (Havacılık Komisyonu) aveva 9 aerei da combattimento e quattro da addestramento, ma fu scarsamente impiegata nel conflitto e non ottenne particolari successi.

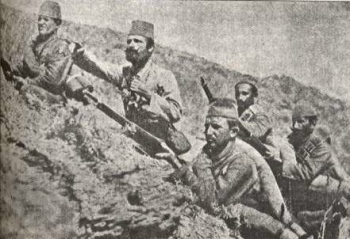
Truppe ottomane schierate sul confine con il Montenegro

Allo scoppio delle ostilità il ministro della guerra Nazim Pascià assunse il comando in capo delle forze ottomane in luogo del sultano. Le truppe ottomane schierate in Rumelia erano suddivise in due armate: l'Armata Orientale (o Armata della Tracia) del generale Abdullah Pascià aveva allo scoppio delle ostilità 115000 uomini suddivisi tra 11 divisioni di fanteria Nizam, 13 Redif e una divisione di cavalleria, concentrate nel quadrilatero formato dalle città di Adrianopoli, Kirk Kilisse, Babaeski e Dimetoka che costituiva in definitiva la linea di difesa avanzata della capitale Istanbul; le forze di Abdullah Pascià erano in netta inferiorità numerica rispetto alle forze bulgare che si trovavano ad affrontare, ma la vicinanza con Istanbul e l'Anatolia consentì agli Ottomani di rafforzare rapidamente l'Armata Orientale con nuove truppe, tanto che dopo le prime settimane i rapporti di forza tra i due contendenti raggiunsero una sostanziale parità. L'Armata Occidentale (o Armata della Rumelia) del generale Ali Rizah Pascià aveva 188 000 uomini ripartiti tra 32 divisioni di fanteria (13 Nizam e 19 Redif) e due di cavalleria; l'armata era ulteriormente suddivisa in due gruppi distinti, l'Armata del Vardar del generale Zeki Pascià (contrapposta ai serbi) e l'Armata della Macedonia guidata dallo stesso Ali Rizah Pascià (incaricata di coprire le frontiere con Grecia, Montenegro e Bulgaria).
Tutte le divisioni ottomane erano gravemente sotto organico, a causa delle lente procedure di mobilitazione, del boicottaggio e delle diserzioni da parte delle reclute cristiane, e del pessimo stato dei collegamenti ferroviari dell'Impero: allo scoppio del conflitto circa 300 000 ottomani si trovavano a dover sostenere l'attacco concentrico di 610 000 coalizzati; nonostante questa disparità, l'alto comando ottomano decise dapprima di arroccarsi a difesa dell'intera regione balcanica, frazionando le poche truppe tra un gran numero di obiettivi e in particolare nei principali centri abitati, e successivamente di passare all'offensiva a oltranza sul fronte della Tracia, nella speranza di cogliere di sorpresa i bulgari, il cui numero era gravemente sottostimato, nella convinzione che il grosso delle forze dei coalizzati si sarebbe diretto in Macedonia.

#### La marina

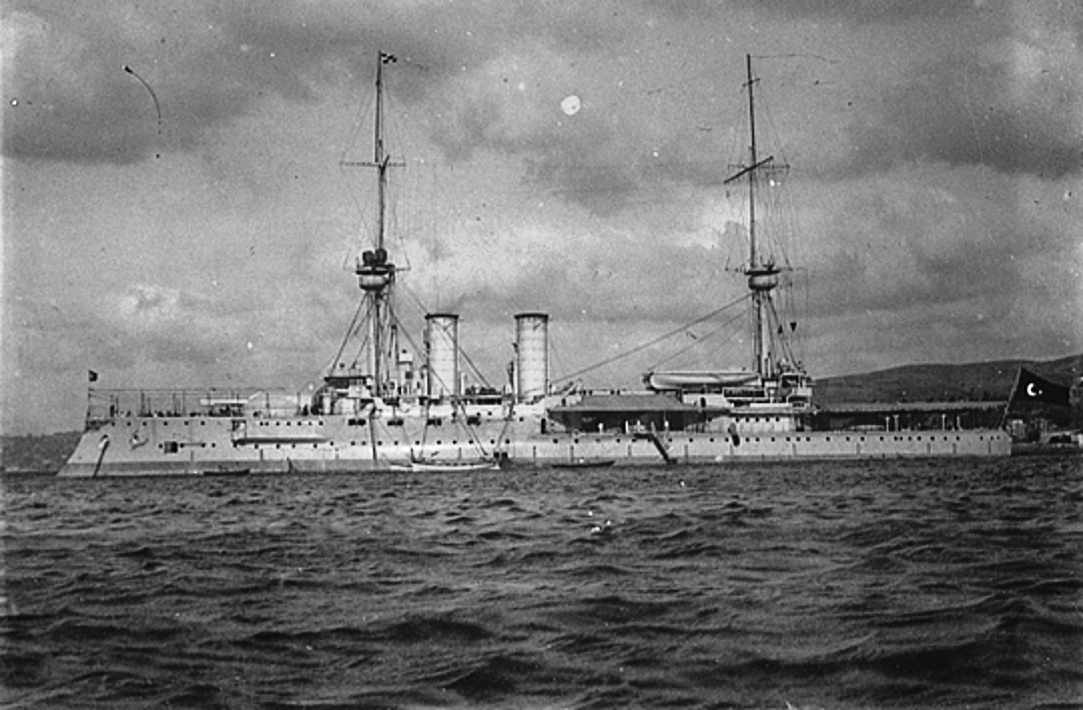
La Barbaros Hayreddin (Khayr al-Din Barbarossa), ex, nave ammiraglia della flotta ottomana

La Marina ottomana era una forza eterogenea, allineando unità di moderna costruzione a navi piuttosto obsolete; dal 1907 era attiva una missione militare britannica incaricata di curare e migliorare l'addestramento delle forze navali ottomane, ma le lotte intestine tra i vari dipartimenti e gli interessi personali della classe degli ufficiali turchi ostacolavano pesantemente qualsiasi drastica riforma dell'arma.
Per rispondere all'entrata in servizio della Averof greca, la marina ottomana aveva tentato di acquisire dalla Germania l'incrociatore corazzato SMS Blücher e il nuovo incrociatore da battaglia SMS Moltke, ma davanti alle cifre esorbitanti chieste per l'acquisto il governo di Istanbul aveva deciso di ripiegare su due vecchie corazzate pre-dreadnought della classe Brandenburg, la SMS Kurfürst Friedrich Wilhelm e la SMS Weissenburg; entrate in servizio con i nuovi proprietari nel settembre del 1912, le due navi (ribattezzate rispettivamente Barbaros Hayreddin e Turgut Reis) costituivano il cuore della flotta ottomana. Altre unità relativamente moderne erano i due incrociatori protetti Hamidiye (costruito in Gran Bretagna ed entrato in servizio nel 1904) e Mecidiye (costruito negli Stati Uniti d'America ed entrato in servizio nel 1903), e gli otto cacciatorpediniere (quattro della classe Samsun costruiti in Francia nel 1907 e quattro della classe Muâvenet-i Millîye acquistati dalla Germania nel 1910), mentre le 13 torpediniere disponibili erano un misto di unità recenti e datate; obsolete, ma ancora in uso, erano le navi corazzate Mesudiye (varata nel 1874 ma rimodernata nel 1893 e nel 1903), Asar-ı Tevfik (varata nel 1878, rimodernata nel 1890 e nel 1900) e Feth-i Bülend (del 1868, rimodernata nel 1907), destinate alla difesa costiera.
La flotta ottomana al 20 dicembre 1912 era quindi articolata su quattro divisioni navali: la principale comprendeva le unità da battaglia Barbaros Hayreddin, Turgut Reis, Mesudiye, Demirhisar, Sultanhisar, Sivrihisar, Hamidabad e la nave ospedale Reşid Paşa; vi erano poi due divisioni di cacciatorpediniere: l'una con l'incrociatore protetto Mecidiye in funzione di capoflottiglia e i caccia Muâvenet-i Millîye, Gayret-i Vatâniye e Nümûne-i Hamiyet; l'altra con i caccia Berk-i Satvet, Taşoz, Yarhisar e Basra. Completava il quadro una quarta divisione con la corvetta corazzata Âsâr-ı Tevfik, il caccia Samsun, la nave officina Tîr-i Müjgan e i due rimorchiatori İntibâh e Samsun. A fronte di una relativa consistenza numerica vi erano però la vastità delle aree marine da controllare e l'obsolescenza delle navi da battaglia, alcune delle quali (come la Mesudiye) ex navi corazzate a vela e vapore ricostruite.

## Svolgimento della guerra

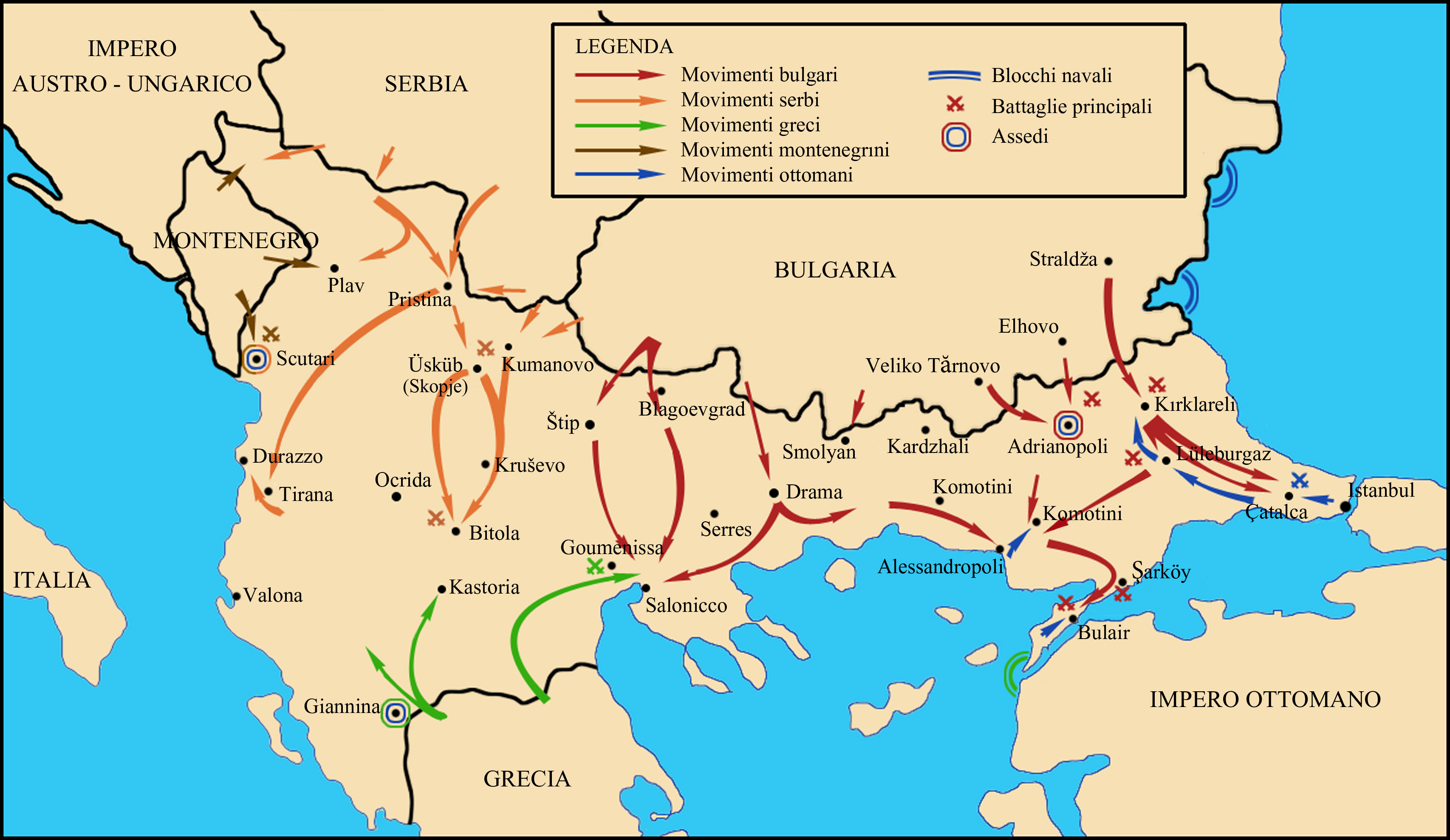
Andamento generale delle operazioni belliche del conflitto

### Prima fase

#### Il fronte della Tracia
La notte del 18 ottobre 1912 le avanguardie bulgare iniziarono a penetrare in territorio nemico, respingendo facilmente le poche forze ottomane dislocate a presidio della frontiera: la Seconda Armata bulgara si diresse verso Adrianopoli allo scopo di assediarla, la Prima Armata puntò sulle forze campali ottomane a est della città e la Terza Armata avanzò ancora più a est apparentemente senza un obiettivo prefissato. Il 21 ottobre i bulgari giunsero davanti al corpo centrale dell'Armata Orientale ottomana, dispiegato tra le città di Adrianopoli e Kirk Kilisse; nonostante il comandante dell'armata Abdullah Pascià fosse contrario, il ministro della guerra Nazim Pascià ordinò alle forze ottomane di condurre un assalto frontale contro le truppe bulgare avanzanti. L'offensiva, iniziata il 22 ottobre, diede luogo a una violenta battaglia lungo un fronte di 60 chilometri davanti alla città di Kirk Kilisse: mentre gli ottomani concentravano la loro attenzione sulla Prima Armata bulgara, finendo per essere inchiodati da una serie di contrattacchi alla baionetta, la Terza Armata di Radko Dimitriev riuscì ad aggirare il fianco orientale del nemico attraverso una serie di marce forzate, favorita anche dall'improvviso cedimento del III Corpo d'armata ottomano che si diede alla fuga dopo essere stato preso dal panico; il 24 ottobre i bulgari presero Kirk Kilisse praticamente senza combattere, mentre l'intera armata ottomana ripiegava in disordine verso sud-est.

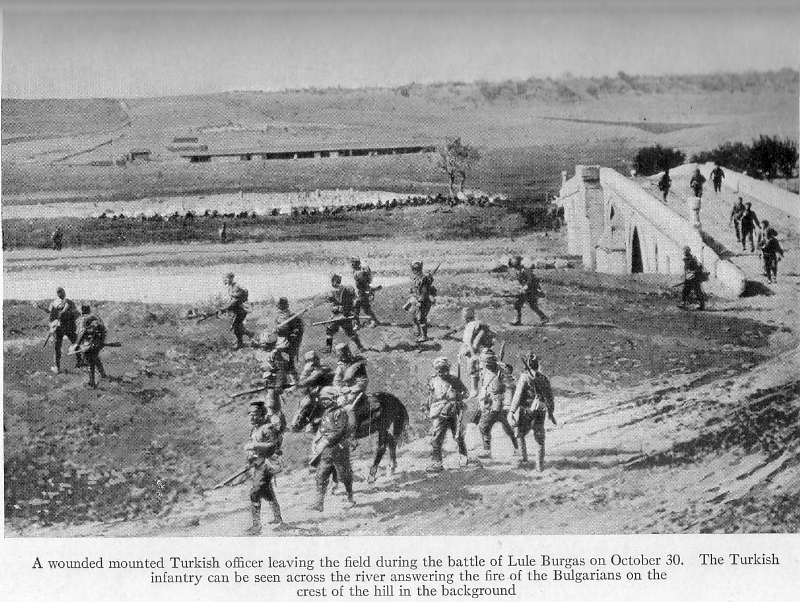
Truppe ottomane alla battaglia di Lüleburgaz

I bulgari non incalzarono subito gli ottomani, che furono così in grado di trincerarsi su una seconda linea difensiva lunga 40 km tra le cittadine di Lüleburgaz, Karaağaç e Bunarhisar, 150 km a ovest di Istanbul: il 29 ottobre la Prima e Terza Armata bulgara attaccarono la linea ottomana, incontrando però una dura resistenza. Il miglior addestramento delle truppe bulgare fece però pendere in loro favore l'andamento della battaglia, e con le forze ottomane che rischiavano di essere accerchiate su entrambi i lati, il 2 novembre, Nazim Pascià diede ordine all'Armata Orientale di ripiegare verso Istanbul: in una situazione di completo collasso dei servizi logistici che favoriva il diffondersi di epidemie, le truppe ottomane si ritirarono lungo strade rese fangose dalle piogge invernali e intasate da migliaia di profughi turchi in fuga davanti all'avanzata bulgara. La battaglia di Lüleburgaz fu lo scontro campale più sanguinoso della guerra, con 20 000 tra morti e feriti nelle file bulgare e 22 000 tra quelle ottomane.
Mentre le due armate bulgare respingevano le forze ottomane, la Seconda Armata del generale Ivanov completava l'accerchiamento di Adrianopoli: respinte due sortite della guarnigione il 22 e il 29 ottobre, il 9 novembre la città fu completamente circondata dai bulgari, raggiunti nei giorni successivi anche da un contingente serbo distaccato dal fronte della Macedonia. Sebbene Ivanov spingesse per un assalto frontale alla città, il capo di stato maggiore Fičev decise di continuare la pressione sull'armata campale ottomana, nonostante il pessimo stato della rete stradale rendesse problematici i rifornimenti alle armate bulgare e ne rallentasse l'avanzata; Adrianopoli risultò un obiettivo difficile, circondata com'era da due anelli di fortificazioni e presidiata da una guarnigione di 60 000 uomini, mentre i bulgari erano a corto di equipaggiamenti per sostenere efficacemente l'assedio. Il 14 novembre iniziò un sistematico bombardamento della città, nel tentativo di fiaccarne la resistenza.

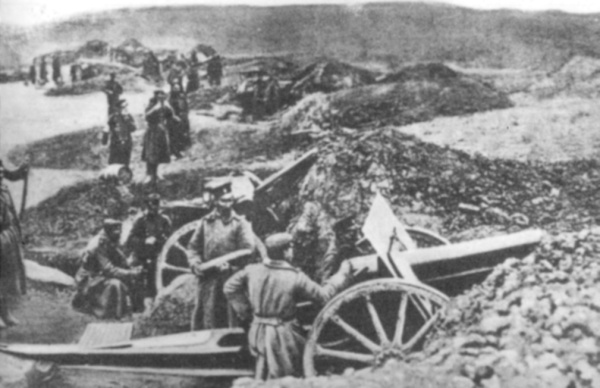
Artiglieria pesante bulgara al fronte

Sul fianco destro della Seconda Armata, il "Distaccamento Rodope" bulgaro-macedone invase la Tracia occidentale, contrastato da circa 16 000 ottomani sotto il generale Yaver Pascià: dopo aver occupato l'importante centro di Kărdžali il 20 ottobre, tra il 26 e il 27 ottobre le forze bulgare si assicurarono la cittadina di Smoljan e la valle del Mesta, mentre incursioni di distaccamenti a cavallo portarono all'interruzione della ferrovia Istanbul-Salonicco, tagliando i collegamenti tra le due armate ottomane; il 5 novembre le forze bulgare forzarono le posizioni ottomane sulla catena dei monti Rodopi e occuparono l'importante centro ferroviario di Drama, assicurandosi il controllo dell'intera regione. Dopo aver occupato İskeçe, il 26 novembre le forze bulgare raggiunsero la costa dell'Egeo a Dedeağaç (oggi Alessandropoli), mentre il giorno successivo le residue forze di Yaver Pascià furono costrette alla resa presso Feres; quello stesso giorno truppe bulgare provenienti da Lüleburgaz raggiunsero la costa del mar di Marmara nei pressi di Şarköy, isolando le forze ottomane asserragliate nella penisola di Gallipoli che tuttavia furono in grado di mantenere la posizione.
Le truppe ottomane in ripiegamento verso Istanbul furono fermate a 30 km dalla capitale su una terza linea difensiva, incentrata sulla cittadina di Çatalca: le fortificazioni già presenti, allestite durante la guerra russo-turca del 1877-78 per proteggere la stessa Istanbul, furono rinforzate da nuovi trinceramenti, mentre l'afflusso di riserve dall'Anatolia consentì di rafforzare le demoralizzate forze ottomane; dopo aver obbligato Abdullah Pascià a rassegnare le dimissioni, Nazim Pascià assunse direttamente il comando dell'armata. La vittoria di Lüleburgaz fece balenare all'alto comando bulgaro la possibilità di occupare Istanbul, nonostante le epidemie stessero riducendo la forza delle armate al fronte; dopo aver ammassato la Prima e la Terza armata davanti a Çatalca, le forze bulgare lanciarono la loro offensiva il 17 novembre: la presenza di paludi sui due lati della linea ottomana rendeva impossibili le manovre di aggiramento, e l'offensiva si risolse in un assalto frontale alle fortificazioni nemiche, appoggiate dal fuoco dell'artiglieria pesante e dei cannoni delle navi da guerra ancorate nel mar di Marmara. Gli attaccanti riuscirono ad aprirsi uno stretto varco nelle difese avversarie, ma al prezzo di alte perdite; con la nebbia e il pesante fuoco dell'artiglieria ottomana che ostacolavano le operazioni, nel pomeriggio del 18 novembre il generale Savov ordinò di sospendere l'attacco e di ritornare sulle posizioni di partenza: la battaglia di Çatalca rappresentò l'unica netta sconfitta bulgara nella guerra. Il fronte rimase poi stazionario fino alla stipula di un primo armistizio il 3 dicembre.

#### Il fronte della Macedonia

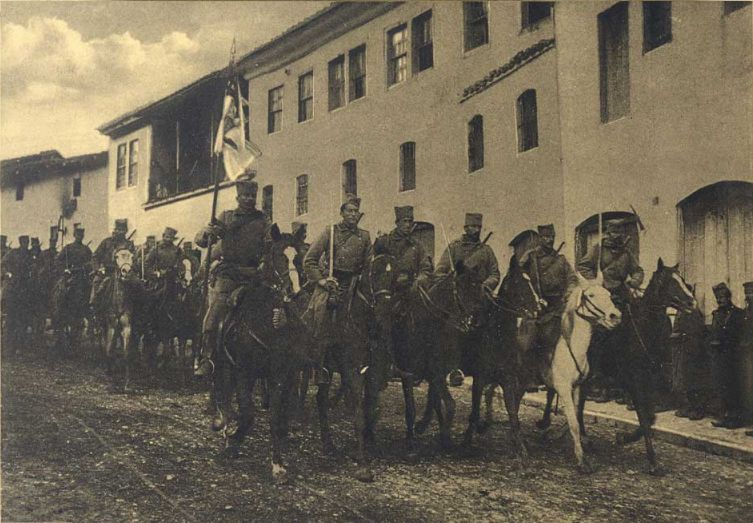
La cavalleria serba entra a Üsküb (Skopje)

Il 19 ottobre la Prima Armata serba del principe ereditario Alessandro attraversò la frontiera ottomana a sud di Vranje puntando verso la valle del Vardar, mentre la Seconda Armata serba del generale Stepanović muoveva dal territorio bulgaro per prendere alle spalle le forze nemiche; il generale ottomano Zeki Pascià stava nel frattempo concentrando le sue sparse forze tra Üsküb e İştip, ricevendo un inaspettato rinforzo sotto forma di un gran numero di miliziani albanesi irregolari: nemici fino a qualche settimana prima, i capi albanesi si erano infatti resi conto che l'invasione serba e greca metteva in pericolo l'autonomia politica guadagnata nel settembre precedente.
Obbedendo agli ordini di Nazim Pascià che chiedevano l'offensiva a oltranza, Zeki Pascià portò le sue forze in avanti, nella speranza di cogliere di sorpresa i serbi avanzanti, e il 23 ottobre i due contendenti si affrontarono nei pressi di Kumanovo: benché inferiori di numero, gli ottomani lanciarono un attacco frontale contro la Prima Armata serba, non ancora ben posizionata, riuscendo a far indietreggiare la sua ala destra; l'ostinata resistenza dei reparti serbi e il sopraggiungere delle restanti unità della Prima Armata fecero però pendere l'ago della bilancia a favore del principe Alessandro, che la mattina dopo lanciò un pesante contrattacco mettendo in rotta le forze ottomane. La sanguinosa battaglia costò ai serbi 4 400 tra morti e feriti contro i 12 000 persi dagli ottomani.
Le forze di Zeki Pascià si ritirarono disordinatamente verso sud, perdendo gran parte della propria artiglieria e cedendo larghe fette di territorio: il 26 ottobre la Prima Armata prese Üsküb praticamente senza combattere, mentre il giorno successivo la Seconda Armata catturò İştip e Ustrumca. Le forze serbe stavano ormai avanzando non solo nella "zona contesa", ma anche all'interno della fetta di Macedonia spettante alla Bulgaria: ciò nonostante il primo ministro bulgaro Gešov autorizzò i serbi a continuare le operazioni e a puntare su Monastir, per paura che i greci, con cui non esistevano accordi di spartizione, guadagnassero troppo terreno in Macedonia.

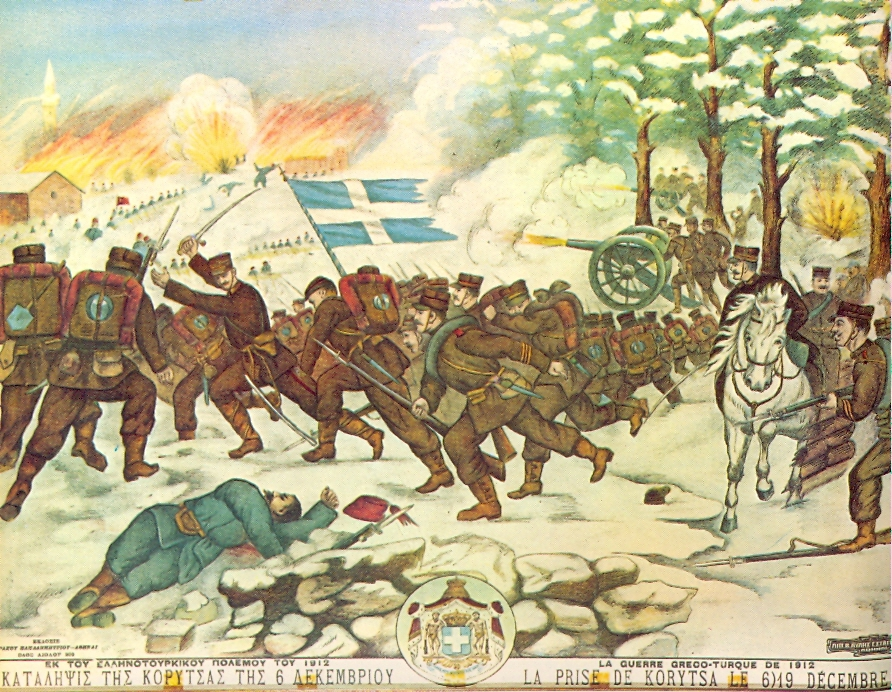
Truppe greche in una litografia dell'epoca

La Prima Armata serba marciò quindi alla volta di Monastir via Köprülü e Pirlepe (oggi Prilep); in questa seconda località i serbi si imbatterono nel V Corpo d'armata ottomano, trincerato a difesa del centro abitato: tra il 5 e il 6 novembre i due contendenti si affrontarono nella battaglia di Prilep, scontro vinto dai serbi che furono così in grado di proseguire la loro avanzata. Il 16 novembre le due armate serbe raggiunsero Monastir, terza città della Macedonia: qui si erano raggruppati i reparti ottomani in ritirata e un gran numero di irregolari albanesi, che formarono una linea di difesa lunga dieci chilometri. Dopo alcuni scontri preliminari, il 17 novembre i serbi lanciarono la loro offensiva contro la linea ottomana muovendo da nord e nord-ovest: duri combattimenti si svilupparono attorno al massiccio dell'Oblakovo e si conclusero con la vittoria dei reparti serbi che fecero breccia nella linea nemica; la notte del 18 novembre Zeki Pascià diede ordine alle sue forze di abbandonare il campo e di ripiegare verso ovest. Il 19 novembre i serbi entrarono indisturbati a Monastir, lasciando liberi gli ottomani di ripiegare verso l'Albania centro-meridionale, zona a cui il governo di Belgrado non era interessato; la battaglia di Monastir decise l'esito della campagna di Macedonia, durata appena un mese: il 20 novembre i serbi presero Resne, per poi concludere le loro operazioni con la cattura della città di Ocrida il giorno seguente.

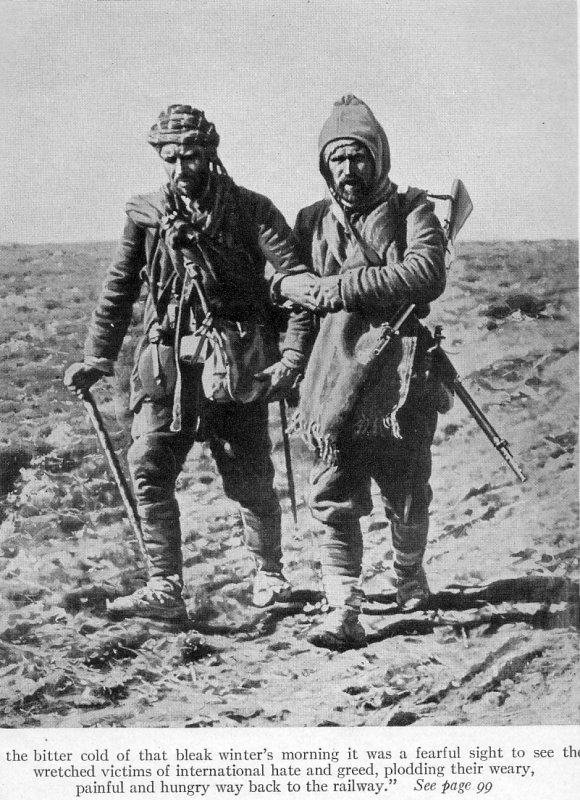
Due soldati ottomani in fase di ritirata

In seno ai vertici greci vi erano contrasti su quale dovesse essere l'obiettivo dell'Armata della Tessaglia, penetrata nel sud della Macedonia all'alba del 18 ottobre: i comandi militari e lo stesso principe ereditario Costantino puntavano all'occupazione di Monastir, mentre Venizelos spingeva per la conquista di Salonicco nel più breve tempo possibile, nel timore che i bulgari fossero i primi ad arrivarvi. L'alto comando ottomano aveva commesso il grave errore di dividere equamente le proprie forze nella Macedonia meridionale in due corpi d'armata dislocati in Epiro e in Tessaglia, con il risultato di avere solo 35 000 uomini nella zona del monte Olimpo con cui far fronte a 100 000 greci: dopo aver incontrato una resistenza trascurabile, il 22 ottobre le forze del principe Costantino sferrarono un assalto contro le fortificazioni ottomane del passo di Sarantaporo, superandole dopo una giornata di duri combattimenti. Il 25 ottobre, mentre i greci entravano a Kozani, giunse notizia delle vittorie serbe e bulgare a Kumanovo e Kirk Klisse: solo a questo punto Costantino cedette alle pressanti richieste di Venizelos e decise di marciare alla volta di Salonicco. Superato il massiccio dell'Olimpo, le truppe greche entrarono nella piana di Salonicco, dove incontrarono la resistenza ottomana: tra il 1º e il 2 novembre i due schieramenti si affrontarono nella battaglia di Giannitsa, un duro scontro conclusosi con un'altra vittoria dei greci, che furono così in grado di proseguire verso Salonicco.
Alla volta della città stavano dirigendo anche i bulgari della 7ª Divisione "Rila", separatasi il 1º novembre dalla Seconda Armata serba: incontrando una resistenza trascurabile, i bulgari presero Petriç, Demirhisar e Serez, prima di svoltare a sud-est alla volta di Salonicco. I greci stavano intanto completando l'accerchiamento della città, bloccata anche dalla parte del mare dalla flotta ellenica che occupò con reparti da sbarco la penisola Calcidica; sottoposto a forti pressioni da parte del governatore e dei rappresentanti degli Stati europei perché evitasse distruzioni all'antica città, il comandante della forze ottomane, generale Hasan Tahsin Pascià, decise di trattare: l'8 novembre la guarnigione ottomana capitolò e i greci presero possesso della città, battendo sul tempo i reparti bulgari che arrivarono il giorno successivo. Nel mentre, Costantino aveva inviato una divisione verso ovest, nella speranza di aprirsi la strada per Monastir: il 6 novembre tuttavia le truppe greche si imbatterono nei reparti ottomani nei pressi di Soroviç, dove subirono una netta sconfitta; occupata Salonicco il principe inviò altre tre divisioni in rinforzo alla prima, riuscendo a prendere il 20 novembre la città di Florina ma perdendo la corsa per Monastir, conquistata dai Serbi. I greci estesero quindi le loro conquiste a ovest fino a Körice, in Albania, e a est fino al lago Dojran e al monte Pangeo, completando l'occupazione della Macedonia meridionale in meno di un mese.

#### Altri teatri

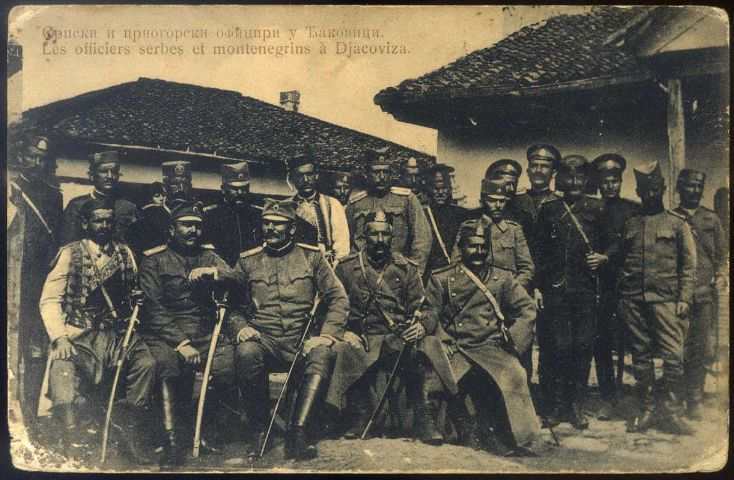
Un gruppo di ufficiali serbi e montenegrini a Yakova

Nell'estremo nord della Rumelia, le forze montenegrine invasero il Sangiaccato occidentale già a partire dal 9 ottobre, mentre i serbi penetrarono nella zona orientale della regione il 19 seguente. Le forze dei coalizzati si mossero con cautela per evitare di provocare gli austroungarici, ma la resistenza dei pochi reparti ottomani a guardia della regione fu debole: la Divisione Orientale montenegrina prese Akova l'11 ottobre, poi Berane il 16 ottobre e Palav il 20, terminando poi le operazioni con la presa di Taşlıca il 28 ottobre, in collaborazione con i serbi; l'Armata serba dell'Ibar prese invece Yeni Pazar il 23 ottobre e Senica il 25 ottobre, concludendo l'occupazione della regione entro la fine del mese. Più complesse furono le operazioni nella zona di Scutari: le truppe montenegrine giunsero in vista della città il 18 ottobre, ma due assalti frontali sferrati il 24 e il 28 ottobre furono respinti dalla guarnigione ottomana, guidata dal generale Hasan Riza Pascià; i montenegrini si trovarono in grave difficoltà a causa della mancanza di un parco d'artiglieria d'assedio e della poca abilità tattica delle proprie truppe, non riuscendo nemmeno a isolare la città che continuava a essere rifornita dalle popolazioni albanesi dell'entroterra. Solo il 20 novembre, con l'arrivo delle truppe serbe che risalivano la costa dell'Albania fu possibile completare l'accerchiamento di Scutari: il re Nicola, scoraggiato dai precedenti insuccessi, decise di cingere d'assedio la città, puntando a prenderla per fame.
La Terza Armata serba invase il Kosovo a partire dal 19 ottobre, incontrando poca resistenza da parte delle deboli truppe ottomane ma una diffusa ostilità da parte delle popolazioni albanesi: il 22 ottobre fu catturata Priştina, e gran parte della Terza Armata fu inviata per ferrovia a Üsküb per dare man forte alle altre forze serbe, mentre anche distaccamenti montenegrini entrarono nella regione, catturando İpek il 2 novembre e Yakova due giorni più tardi, congiuntamente ai serbi; con la presa di Prizren il 9 novembre, la regione fu completamente occupata dai coalizzati. Assicuratasi la Macedonia, l'alto comando serbo decise di dare avvio alla fase successiva dell'offensiva inviando la Terza Armata a occupare l'Albania centrale, allo scopo di conquistare uno sbocco sul mare Adriatico: dopo essersi aperta la strada tra le montagne e le imboscate degli irregolari albanesi, una colonna serba raggiunse il mare a Leş il 17 novembre, marciando poi verso nord per portare aiuto ai montenegrini a Scutari; una seconda colonna catturò invece Tirana e Dıraç, completando l'occupazione della regione entro il 27 novembre. Per la fine di novembre la Serbia aveva catturato un territorio pari alla sua estensione prebellica, un successo non eguagliato dagli altri coalizzati.

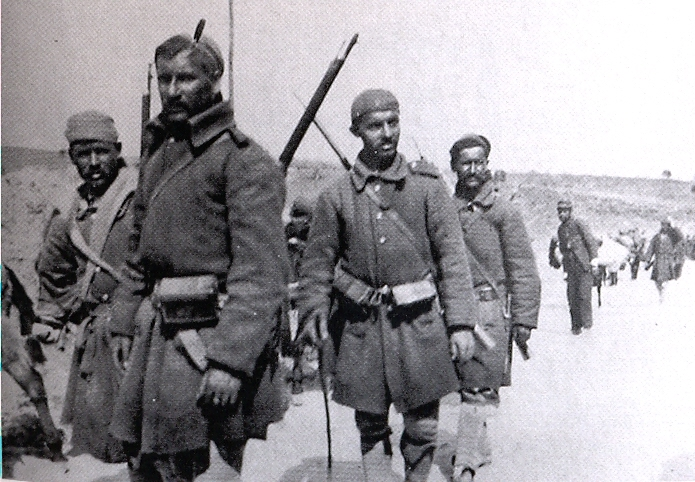
Un gruppo di euzoni greci sul fronte dell'Epiro

Il 19 ottobre l'Armata greca dell'Epiro invase l'omonima regione, muovendo lentamente a causa del terreno impervio e della resistenza sparsa ma ostinata degli ottomani: il 2 novembre fu raggiunta Preveze, che cadde due giorni dopo al termine di un breve assedio, consentendo ai greci di approvvigionare l'armata anche dal mare. Duramente contrastati dalle forze ottomane e dagli irregolari albanesi, i reparti di Sapountzakis procedettero poi alla volta del loro obiettivo principale, Giannina: la città era circondata da un anello di moderne fortificazioni, mentre la già cospicua guarnigione era stata rinforzata da reparti regolari in ritirata dalla Macedonia e da un gran numero di volontari albanesi; con l'arrivo di nuove truppe, distaccate dal fronte della Tessaglia, per il 25 novembre Sapountzakis fu in grado di circondare la città su tre lati (ovest, sud ed est), ma il lato nord rimase scoperto consentendo al generale ottomano Mehmed Esad Pascià di mantenere aperta una via di approvvigionamento. Come avevano fatto i montenegrini a Scutari e i bulgari ad Adrianopoli, i greci decisero di cingere d'assedio la città sottoponendola a bombardamenti d'artiglieria nel tentativo di fiaccarne la resistenza.
Sfruttando l'acquisito controllo del mar Egeo, la flotta greca condusse una serie di operazioni di sbarco sulle isole controllate dagli ottomani: il 20 ottobre reparti ellenici occuparono Tenedo, seguita da Taşoz, İmroz, Samotracia e Limni (oggi Lemno) ai primi di novembre; il 21 novembre i greci presero terra a Midilli e il 27 a Sakız, ma i reparti ottomani opposero una dura resistenza ritirandosi nelle zone montuose dell'interno, tanto che la prima isola fu completamente conquistata solo il 22 dicembre e la seconda resistette fino al 3 gennaio 1913. L'ultima posizione ottomana nell'Egeo, Sisam (tecnicamente un principato autonomo ma tributario dell'Impero), non fu occupata dai greci prima del 13 marzo 1913 per evitare tensioni con le truppe italiane stanziate nel Dodecaneso.

### Il primo armistizio
Per la fine di novembre del 1912, dopo appena quaranta giorni di combattimenti, le ostilità su tutti i fronti andarono placandosi o si trovarono in una situazione di stallo: all'infuori di alcune zone dell'Albania meridionale, dell'area tra Istanbul e Çatalca e delle città assediate di Adrianopoli, Scutari e Giannina, tutti i territori europei dell'Impero ottomano risultavano occupati dai coalizzati. Entrambe le parti erano esauste per i duri combattimenti sostenuti: già dal 19 novembre i bulgari avevano iniziato trattative preliminari con gli ottomani per arrivare a un armistizio; l'iniziativa bulgara, fortemente sostenuta dalla diplomazia russa, trovò l'appoggio di serbi e montenegrini mentre i greci la respinsero, desiderosi come erano di completare l'accerchiamento di Giannina e la conquista delle isole dell'Egeo. Il 3 dicembre l'armistizio fu firmato, senza l'adesione della Grecia: i contendenti concordarono sul mantenere le posizioni acquisite e sullo sblocco dei porti bulgari sul Mar Nero (bloccati dagli ottomani all'inizio del conflitto) e della ferrovia che transitava per Adrianopoli, onde meglio rifornire le truppe bulgare stanziate in Tracia.

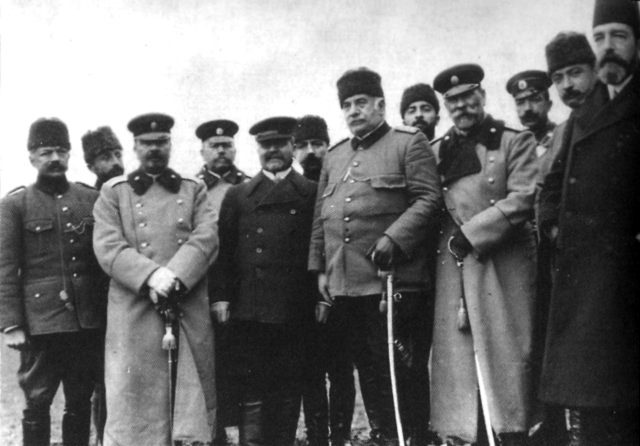
I delegati ottomani e bulgari a Çatalca dopo la firma dell'armistizio del 3 dicembre

Contemporaneamente alle trattative tra i belligeranti erano in corso frenetiche consultazioni tra gli ambasciatori delle principali potenze europee: l'assetto dei Balcani così come era stato stabilito dal congresso di Berlino del 1878 era stato spazzato via, e urgeva pianificarne uno nuovo per garantire stabilità alla regione. Le trattative erano pesantemente condizionate dalla contesa tra Austria-Ungheria (spalleggiata da Italia e Germania) e Serbia (sostenuta dalla Russia e, indirettamente, dagli altri Stati della Triplice intesa) circa il destino dell'Albania: se entrambe concordavano in linea di massima sull'autonomia della regione, Vienna era nettamente ostile alla presenza di un porto serbo sul mar Adriatico, arrivando a minacciare la guerra contro Belgrado; riscontrata l'ostilità di Francia e Regno Unito a impegnarsi in un conflitto nei Balcani, il ministro degli esteri russo Sazonov cercò di ammorbidire la posizione serba.
Il 16 dicembre i negoziati di pace tra i belligeranti si aprirono a Londra, nel St. James's Palace: gli ottomani inizialmente puntarono ad allungare le trattative, contestando la presenza della delegazione greca guidata dallo stesso primo ministro Venizelos; solo il 24 dicembre greci e ottomani concordarono su una tregua e le trattative poterono proseguire con la presenza anche dei delegati greci. Le posizioni si dimostrarono subito inconciliabili: la Lega balcanica domandò la cessione di tutti i territori europei dell'Impero, compresa Creta e le isole dell'Egeo, lasciando agli ottomani solo la zona davanti Istanbul e la penisola di Gallipoli; al contrario, gli ottomani pretesero la restituzione dell'intero vilayet di Adrianopoli e delle quattro isole egee poste davanti allo stretto dei Dardanelli, mentre la Macedonia e l'Albania sarebbero state costituite come principati autonomi. Sempre a Londra si aprì in quegli stessi giorni la conferenza degli ambasciatori delle potenze europee: accettata da tutti l'idea dell'indipendenza albanese, la questione si incentrò sulla definizione dei confini della nuova nazione. La Russia, con il riluttante assenso di Belgrado, tentò di placare gli austro-ungarici proponendo un confine comune tra Albania e Montenegro, isolando così la Serbia dal mare; per tutta risposta Vienna avanzò la proposta di includere nel nuovo Stato anche Scutari, Giannina e gran parte del Kosovo, scatenando le proteste di serbi e montenegrini e suscitando la contrarietà delle altre potenze.
Il mese di gennaio trascorse senza che fosse stato trovato un accordo, né sulla questione della cessazione delle ostilità e né su quella dei confini albanesi: con i bulgari che insistevano per ottenere Adrianopoli e i greci non intenzionati a cedere le isole egee, il 17 gennaio le potenze europee fecero pressioni su Istanbul perché accettasse una proposta di compromesso. Il sultano si dichiarò disposto a discuterne, ma il 23 gennaio un colpo di Stato promosso dai Giovani Turchi portò alla deposizione del gran visir Kâmil Pascià, rimpiazzato con un ferreo sostenitore del possesso turco di Adrianopoli, Mahmut Şevket Pascià; il ministro della guerra Nazim Pascià, incolpato dei disastri bellici, fu assassinato e rimpiazzato da Ismail Enver, fautore della soluzione militare. Il colpo di Stato rese inutili ulteriori trattative: in Bulgaria lo zar Ferdinando e il generale Savov fecero pressioni sugli alleati perché le ostilità riprendessero, trovando il pieno sostegno di greci e montenegrini; i serbi inizialmente esitarono, visti i negoziati in corso sulle loro conquiste in Albania, ma alla fine decisero di aggregarsi. Il 29 gennaio i delegati della Lega abbandonarono le trattative di Londra, anche se la conferenza degli ambasciatori delle potenze continuò i lavori sull'Albania; il giorno dopo l'armistizio fu revocato unilateralmente dai coalizzati, e il 3 febbraio le ostilità ripresero ufficialmente.

### Seconda fase

#### Giannina e Adrianopoli

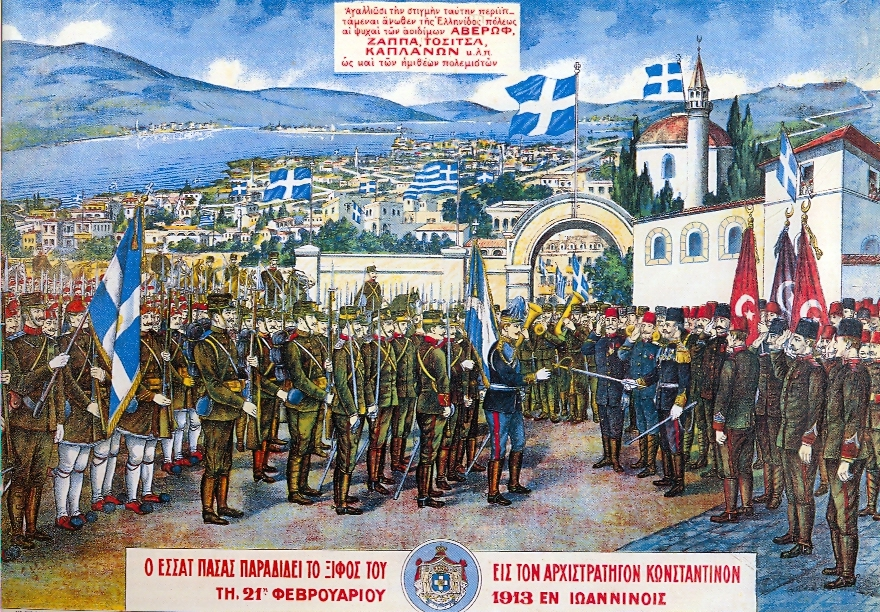
Giannina si arrende ai greci il 5 marzo 1913

La seconda fase della guerra fu caratterizzata da scontri più circoscritti rispetto a quelli della prima fase, anche se non meno sanguinosi. Il 7 febbraio le truppe ottomane lanciarono un'offensiva lungo il fronte tenuto dalla Prima e dalla Terza Armata bulgare davanti Çatalca: l'azione tuttavia non era che un diversivo per coprire un massiccio attacco lanciato il giorno successivo nel settore di Bolayır, il punto più stretto della penisola di Gallipoli, contro le posizioni della Quarta Armata bulgara del generale Stiliyan Kovachev, da poco formata con le truppe richiamate dalla Macedonia; completava il piano d'attacco ottomano un'operazione di sbarco a Şarköy, con l'appoggio delle corazzate della flotta, lanciata in concomitanza con l'offensiva di Bolayır allo scopo di tagliare fuori e accerchiare le forze di Kovachev. Ripresisi dalla sorpresa iniziale, i reparti bulgari opposero una resistenza determinata: l'attacco su Bolayır fu respinto dopo una giornata di pesanti scontri, e l'insuccesso rese inutile l'operazione di sbarco a Şarköy, che pure aveva ottenuto qualche risultato, obbligando gli ottomani a reimbarcare il contingente l'11 febbraio successivo; sul fronte di Çatalca l'attacco fece inizialmente indietreggiare i reparti bulgari, ma con la fine dell'offensiva di Gallipoli l'alto comando ottomano, piuttosto riluttante ad abbandonare la protezione delle sue posizioni fortificate, decise di sospendere l'operazione e di riportare le truppe sulla linea di partenza. Per il 15 febbraio il fronte di Çatalca tornò stabile, e il confronto si trasformò in una statica guerra di posizione fino alla conclusione delle ostilità.

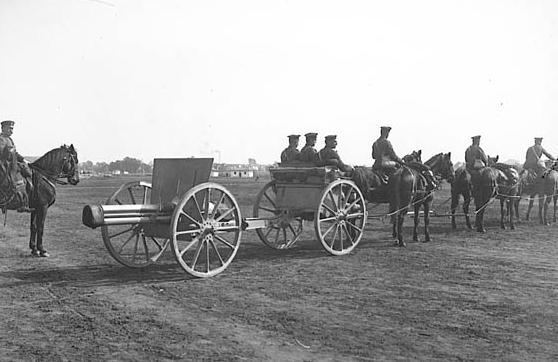
Un cannone da 75 mm dell'artiglieria bulgara

Gli scontri tra greci e ottomani nella Macedonia meridionale erano proseguiti per tutto il gennaio del 1913: dopo la presa di Körice il 20 dicembre precedente, i greci furono in grado di chiudere progressivamente gli accessi a Giannina da nord, riuscendo infine a isolare la città. Il 20 gennaio le truppe elleniche del generale Sapountzakis lanciarono un assalto frontale contro le fortificazioni ottomane, venendo però respinte dalle forze capitanate da Mehmed Esad Pascià; l'insuccesso spinse i greci a progettare meglio il successivo assalto e, mentre tre divisioni venivano trasferite a Giannina da Salonicco, il principe Costantino rimpiazzò Sapountzakis nella conduzione dell'assedio. Il 4 marzo i greci lanciarono il loro attacco finale, cogliendo di sorpresa gli ottomani: mentre l'artiglieria bombardava il settore nord della città, due colonne greche attaccarono da sud, espugnando dopo duri combattimenti lo strategico forte di Bizani; il 6 marzo Esad Pascià si arrese, anche se parte della guarnigione fu in grado di fuggire e rifugiarsi in Albania. Caduta Giannina, i greci completarono la conquista dell'Epiro prendendo, tra il 15 e il 21 marzo, Ergiri Kasrı e Tepedelen; da nord, i serbi avanzarono nell'Albania meridionale occupando Loşna il 6 aprile e Berat il 12 aprile e lasciando in mani ottomane solo uno spicchio di territorio davanti Valona (Avlonya durante l'epoca ottomana), bloccata dal mare dalla flotta ellenica.
Dopo il fallimento dell'offensiva ottomana in Tracia, la Bulgaria si dedicò interamente a completare i preparativi per la presa di Adrianopoli: rinforzati da ulteriori reparti serbi di artiglieria pesante, i bulgari dedicarono tutto febbraio a intensi cannoneggiamenti della città, aggravando le condizioni di vita delle migliaia di abitanti già da tempo alle prese con epidemie e carenza di generi alimentari; l'assalto finale venne tuttavia procrastinato di volta in volta, nel timore che una sconfitta anche parziale compromettesse la posizione della Bulgaria sul piano diplomatico. Migliorate le condizioni meteo e la situazione logistica, nella seconda metà di marzo gli assedianti si prepararono alla stretta finale: all'alba del 24 marzo, supportate da tutta l'artiglieria disponibile, le fanterie bulgare e serbe si lanciarono all'assalto delle fortificazioni di Adrianopoli, travolgendo le difese ottomane con una serie di attacchi a ondate successive; il 26 marzo al comandante ottomano Şükrü Pascià non restò altro che offrire la resa ai bulgari, ponendo fine a un assedio durato 155 giorni. A Çatalca i combattimenti ripresero brevemente tra il 24 marzo e il 2 aprile senza risultati apprezzabili, prima che un nuovo armistizio bulgaro-ottomano entrasse in vigore il 15 aprile seguente.

#### La questione di Scutari

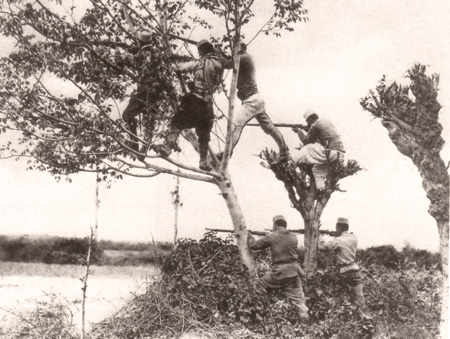
Irregolari albanesi sul fronte di Scutari

Più complesso fu l'assedio di Scutari, dove la guarnigione ottomana (ora guidata dal notabile albanese Essad Pascià Toptani) aveva sfruttato il periodo di tregua per ricevere consistenti rinforzi dalle popolazioni locali: la questione del possesso della città rientrava ormai nella disputa sui confini della futura Albania indipendente, e ciò motivava i difensori a tenere duro. Il 7 febbraio 1913 i montenegrini lanciarono un attacco su vasta scala contro la città, ma i loro assalti frontali, scarsamente appoggiati dalla poca artiglieria disponibile, furono respinti dai difensori; al re Nicola non restò altro che chiedere ulteriori aiuti ai serbi, che furono felici di concederli: un contingente di 30000 uomini con artiglieria e quattro aeroplani fu trasportato da Salonicco a San Giovanni di Medua da navi greche, mentre il generale serbo Petar Bojović assunse la direzione dell'assedio. Però tutto ciò avveniva mentre a Londra gli ambasciatori delle potenze attribuivano Scutari all'Albania: in sostanza l'Austria-Ungheria accettò di concedere il Kosovo alla Serbia in cambio del possesso albanese di Scutari, mentre la Russia fece pressioni sui coalizzati perché affrettassero la conclusione delle ostilità.
Il 23 marzo le potenze europee notificarono alle capitali balcaniche la bozza di un accordo: tutta la Rumelia a ovest della linea Enez (sull'Egeo) - Kıyıköy (sul Mar Nero) sarebbe stata spartita tra i membri della Lega, salvo che per il nuovo Stato albanese in via di formazione. I bulgari accettarono subito, presentando anche il 30 marzo la bozza per avviare le trattative di pace con Istanbul; serbi e greci furono più cauti, volendo prima conoscere quale sarebbe stata la sistemazione definitiva dei confini albanesi, ma, incalzati dalla diplomazia russa, si accodarono ai bulgari e il 24 aprile proclamarono un armistizio con gli ottomani. Il re Nicola respinse invece qualsiasi invito alla tregua, volendo a tutti i costi ottenere Scutari: come forma di pressione contro il piccolo Stato, una squadra navale britannica, francese e austroungarica impose un blocco navale al Montenegro a partire dal 31 marzo, impedendo ulteriori rinforzi serbi agli assedianti; sempre su pressione dei russi, i serbi ritirarono il proprio contingente dall'assedio il 9 aprile, lasciando però la loro artiglieria ai montenegrini che continuarono così a bombardare la città.
Con la popolazione ridotta alla fame e stremata dalle epidemie, il 22 aprile Essad Pascià si decise a trattare con gli assedianti: la città fu consegnata ai montenegrini che in cambio consentirono alle truppe ottomane di lasciare Scutari senza ulteriori impedimenti; Nicola si disse anche disposto ad appoggiare Essad Pascià nelle sue rivendicazioni al trono albanese. Il 24 aprile i montenegrini presero possesso della città, provocando forti sconquassi sotto il piano diplomatico: Vienna arrivò a minacciare la guerra se il Montenegro non avesse rinunciato a Scutari, e anche i russi fecero presente a Nicola che il loro appoggio al piccolo Stato non era più sicuro; il 4 maggio Nicola si rassegnò a cedere alle richieste delle potenze europee, e un contingente internazionale prese possesso di Scutari l'8 maggio seguente.

### Operazioni navali

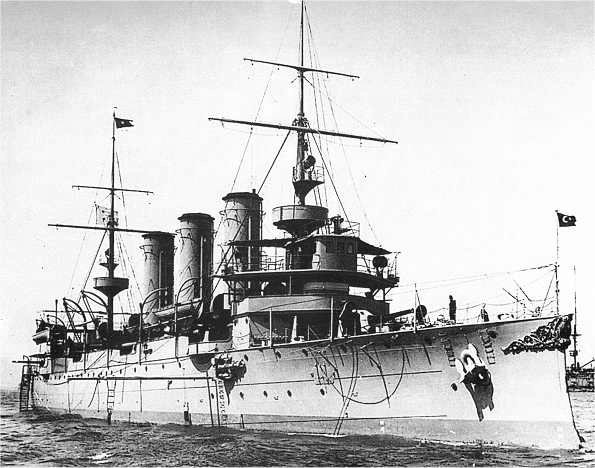
L'incrociatore protetto ottomano Hamidiye, molto attivo durante il conflitto

Allo scoppio delle ostilità il grosso della flotta ottomana fu concentrato nel Mar Nero contro i bulgari, lasciando solo poche unità nel mar Egeo a confrontarsi con i greci: la marina ottomana fu in grado di bloccare i porti di Burgas e Varna come pure di condurre frequenti bombardamenti delle zone costiere della Bulgaria, ma ciò ebbe un peso poco significativo sullo svolgimento delle operazioni belliche in Tracia. Il 21 novembre 1912, al largo di Capo Kaliakra, si ebbe l'unico scontro in mare tra le rispettive flotte, quando una formazione di quattro torpediniere bulgare sorprese l'incrociatore ottomano Hamidiye e due cacciatorpediniere diretti verso Varna: la torpediniera Drazki riuscì a colpire l'Hamidiye con un siluro, e solo dopo molti sforzi l'incrociatore poté essere riportato in salvo a Istanbul; lo scontro fece in pratica cessare le incursioni ottomane lungo la costa bulgara fino alla conclusione delle ostilità.

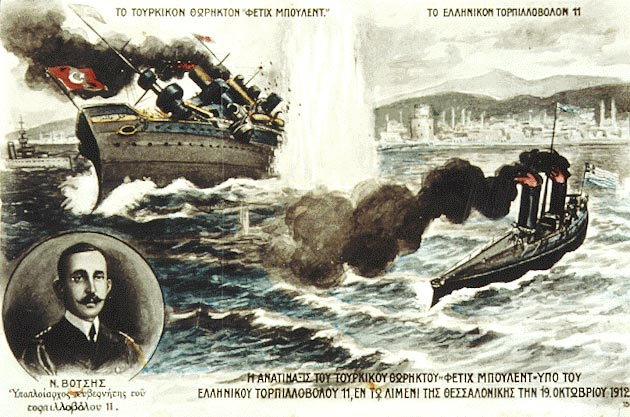
Una illustrazione del siluramento della Feth-i Bülend

Il concentramento della flotta ottomana nel Mar Nero diede ai greci il tempo di predisporre le proprie forze navali per il conflitto, completando la loro preparazione e stabilendo nel giro di poco tempo un saldo controllo delle rotte navali dell'Egeo: il corpo principale della flotta greca fu dislocato nella baia di Moudros sull'isola di Limni (Lemno), a solo pochi chilometri dall'imboccatura dei Dardanelli, mentre un gran numero di cargo convertiti in incrociatori ausiliari stabilirono una linea di blocco estesa fino a Suez, tagliando le principali rotte mercantili ottomane e impedendo a Istanbul di trasferire rinforzi via mare alle sue guarnigioni in occidente, bloccando così almeno 250 000 soldati turchi lungo le coste asiatiche. La flotta greca fu anche molto attiva nel sostenere gli sforzi delle truppe di terra: nel mar Ionio la debole presenza navale ottomana fu eliminata con la presa di Preveze, e le navi greche furono in grado sia di rifornire l'armata di Sapountzakis sia di provvedere al blocco dei porti albanesi, compiendo inoltre bombardamenti costieri sulle posizioni nemiche. Sul fronte della Tessaglia la marina greca diede il suo contributo alla presa di Salonicco: la notte del 31 ottobre la torpediniera N. 11 del tenente di vascello Nikolaos Votsis forzò l'entrata del porto e silurò la vecchia corazzata ottomana a casamatta Feth-i Bülend, riuscendo poi a fuggire incolume; il 9 novembre seguente, invece, la torpediniera N. 14 sorprese e affondò il mercantile armato ottomano Trabzon al largo di Ayvalık.

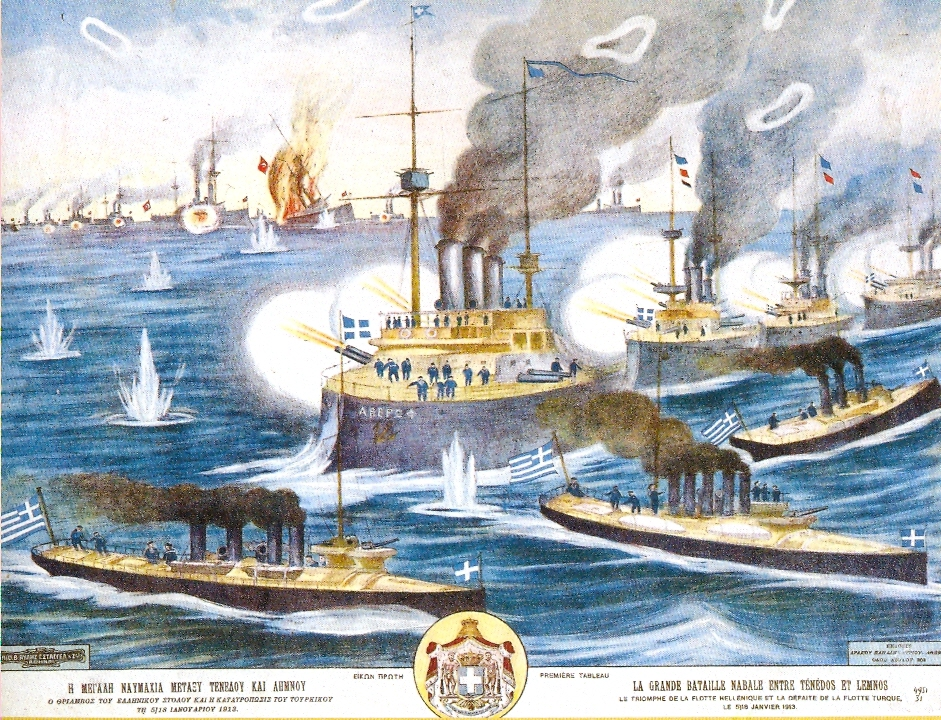
La flotta greca alla battaglia di Lemno, in una stampa dell'epoca

Resosi conto dell'errore, il nuovo comandante della marina ottomana Ramiz Naman Bey (che, il 7 dicembre, aveva sostituito Thair Bey) ridislocò il grosso della flotta nel mar di Marmara ai primi di dicembre, preparandosi al confronto con i greci; il 16 dicembre praticamente l'intera squadra ottomana lasciò i Dardanelli nel tentativo di intercettare qualche unità greca isolata, finendo per scontrarsi con le navi del contrammiraglio Kountouriōtīs nella battaglia di Elli: l'incrociatore Averof si dimostrò superiore alle altre navi ottomane e, con la corazzata Barbaros Hayreddin gravemente danneggiata da un colpo di grosso calibro, Ramiz Bey diede ordine alla flotta di ritirarsi sotto la protezione delle difese costiere. Il 20 dicembre le navi ottomane tentarono una nuova sortita, sempre con l'intenzione di prendere in trappola qualche cacciatorpediniere greco impegnato a pattugliare l'imboccatura dei Dardanelli: l'azione non ebbe esito, ma sulla via del ritorno il sommergibile greco Delfin lanciò un siluro contro l'incrociatore Mecidiye, mancandolo; fu il primo attacco della storia a una nave da guerra da parte di un sommergibile.
All'inizio di gennaio, in preparazione di una nuova sortita della flotta, gli ottomani misero in atto un piano per allontanare la Averof dalla zona di operazioni: l'incrociatore Hamidiye, l'unità più veloce della flotta, fu inviato a compiere in solitario una serie di attacchi contro le rotte mercantili greche, nella speranza che la Averof fosse distaccata alla sua caccia; forzata la sorveglianza greca dello stretto nella notte tra il 14 e il 15 gennaio, l'Hamidiye si spinse in mare aperto, bombardando poi il porto di Syra dove affondò l'incrociatore ausiliario greco Makedonia. Facendo base a Beirut e Porto Said, l'incrociatore si spinse in lungo e largo per l'Egeo e lo Ionio, arrivando anche a compiere puntate lungo la costa albanese: queste azioni ebbero un effetto positivo sul morale ottomano, ma non diedero alcun risultato sul piano pratico, visto che la Averof non si mosse dal suo ancoraggio di Moudros.
Il 18 gennaio 1913 la flotta ottomana uscì di nuovo al completo dai Dardanelli, scontrandosi con la squadra greca nella battaglia di Lemno: ancora una volta la Averof mise in luce la sua superiorità, e con la Barbaros Hayreddin nuovamente danneggiata gli ottomani ruppero il contatto e si ritirarono; questo fu l'ultimo tentativo ottomano di forzare l'uscita dai Dardanelli e per il resto del conflitto la flotta rimase all'ancora nel mar di Marmara.

### Operazioni aeree

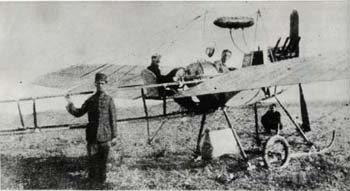
Un monoplano Harlan di costruzione tedesca in servizio nella forza aerea ottomana nel corso della prima guerra balcanica

Nonostante il primo impiego bellico dell'aeroplano risalga alla guerra italo-turca (il 1º novembre 1911 un monoplano Taube italiano aveva sganciato alcune granate sulle postazioni ottomane in Libia, portando a termine il primo bombardamento aereo), la prima guerra balcanica fu il primo conflitto della storia che vide entrambe le fazioni contrapposte impiegare degli aerei per fini militari.
Tutte le nazioni belligeranti, a eccezione del Montenegro, misero in campo velivoli più pesanti dell'aria, principalmente come ricognitori anche se vennero pure improvvisate alcune missioni di bombardamento e di volantinaggio. La presenza di aeroplani nei cieli dei Balcani e le modalità del loro impiego furono influenzate da due fattori principali: il primo fu proprio lo scalpore sollevato dalle prime azioni militari dei velivoli italiani in Libia, le quali avevano suscitato vivaci discussioni sulle potenzialità e il valore dell'arma aerea in tutti gli ambienti militari dell'epoca; il secondo, considerato meno appariscente ma più importante nella sostanza, era legato al ruolo politico e commerciale della Francia, la quale fornì aeroplani adatti all'impiego militare a tutte le nazioni coinvolte nel conflitto e si occupò, più o meno direttamente, dell'addestramento di tutti i piloti che avrebbero volato nel corso delle guerre balcaniche. In quasi tutte le nazioni del mondo, in effetti, tra il 1910 e il 1914 furono in servizio aerei di costruzione francese; inoltre le prime idee sulle tattiche d'impiego dell'aviazione in guerra erano state notevolmente influenzate (e diffuse) dai francesi, i quali avevano così favorito successive penetrazioni commerciali.

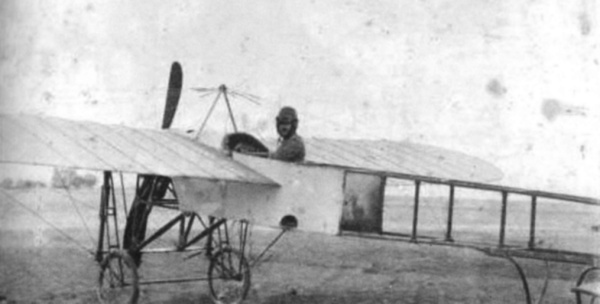
Un pilota bulgaro a bordo del suo Blériot XI fotografato nel 1912

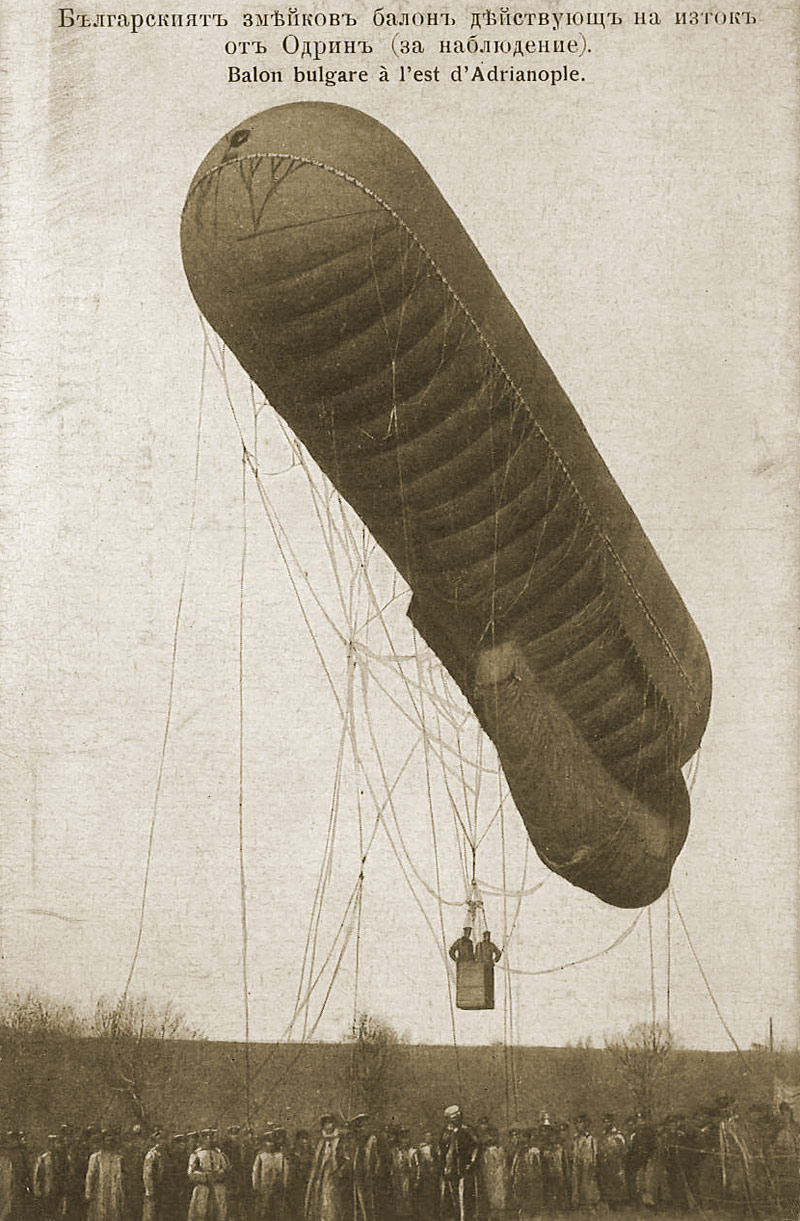
Un pallone aerostatico turco nel 1912

Gli unici abbozzi di aviazione militare esistenti nei Balcani quando nel settembre 1912 ebbe inizio la guerra appartenevano alla Serbia, alla Grecia e alla Bulgaria, rispettivamente come Srpska avijacija, Polemikí Aeroporía e componente aerea dell'esercito bulgaro; le prime due nazioni avevano entrambe approfittato della consulenza francese per la costituzione dei loro corpi aeronautici e avevano acquistato aerei francesi: la Serbia disponeva di alcuni Deperdussin e Blériot, a cui si aggiunsero poi altri velivoli, sempre francesi, confiscati da un carico destinato alla Turchia; la Grecia allineava quattro biplani terrestri Farman, ma in seguito altri velivoli (anche idrovolanti) avrebbero rinforzato le linee greche. Anche la Bulgaria aveva a disposizione alcuni velivoli, che entro la fine del conflitto sarebbero divenuti in totale una trentina, dei tipi Blériot, Farman, Nieuport francesi, Albatros tedeschi, Bristol britannici.
A loro volta i turchi svilupparono, man mano che la guerra procedeva, un'aviazione composta da macchine di diversa provenienza; tra di esse comparivano monoplani Blériot, Bristol, Deperdussin, Harlan ed Esnault Peleterie, oltre ad alcuni biplani tedeschi DFW Mars. La Turchia, però, si limitò a portare a termine qualche azione di ricognizione per mezzo di palloni aerostatici. Tra i piloti d'aereo ottomani che volarono nella prima guerra balcanica si ricorda Kemal Bey, che poi sarebbe divenuto famoso come Atatürk.
I greci, fin dall'inizio delle ostilità e poi, con continuità, fino al loro termine, impiegarono con successo gli aeroplani nel ruolo di ricognitori, riuscendo a tenere efficacemente sotto controllo tutti i principali movimenti dell'esercito ottomano; il 5 febbraio 1913 un Farman MF.7 greco pilotato dal tenente Michael Moutoussis, accompagnato dall'osservatore Aristeidis Moraitinis, lanciò (senza colpire alcun bersaglio) quattro bombe sulle navi ottomane ancorate nei Dardanelli: il primo attacco aereo contro navi da guerra della storia. Nella battaglia di Bizani il russo N. de Sackoff, al servizio della causa greca, fu fatto segno dal fuoco di terra ottomano, diventando così il primo pilota della storia a essere abbattuto in una missione di guerra. Riuscì comunque ad atterrare vicino Preveze e, una volta riparati i danni, tornò in volo alla base di partenza.
Su altri fronti l'impiego dell'aviazione fu più difficoltoso e ottenne successi più marginali; ad esempio gli aeroplani bulgari (pilotati perlopiù da volontari russi, francesi o italiani) furono duramente contrastati dal fuoco di terra dei fucili e dei cannoni ottomani. Anche difficoltà logistiche, legate al rapido avanzamento del fronte bulgaro, impedirono un uso più ampio dell'aviazione. Le attività più rilevanti furono svolte sempre dai greci, che sorvolarono i Dardanelli con regolarità in modo da poter segnalare tempestivamente l'eventuale uscita in mare della flotta turca; in almeno un'occasione un idrovolante Farman greco lanciò delle bombe sulle navi turche, senza causare però danni.

### Crimini di guerra

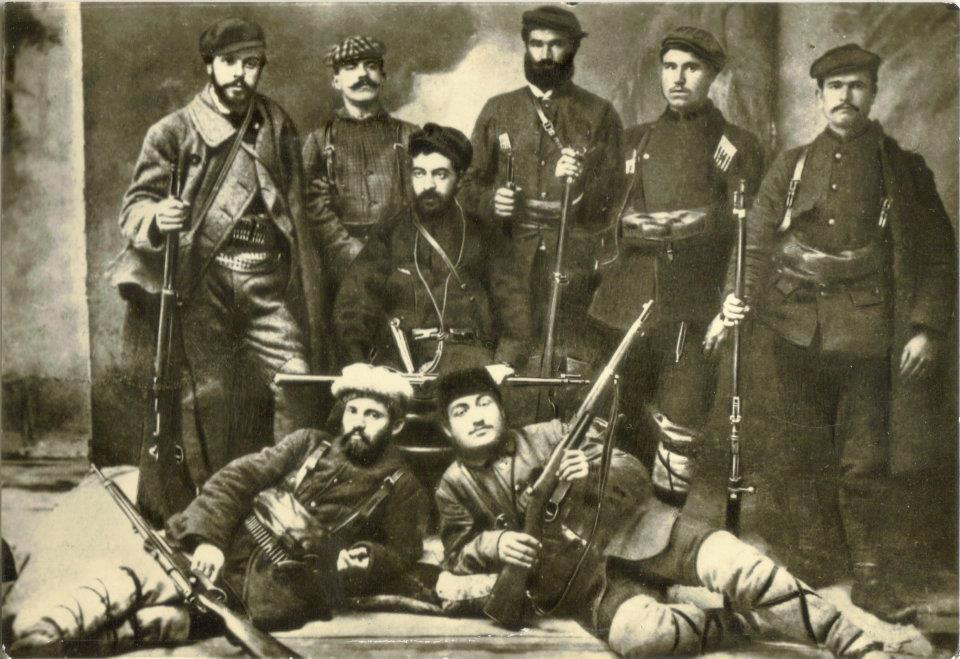
Un gruppo di irregolari bulgaro-macedoni

Nell'agosto del 1913 una commissione internazionale formata da diplomatici e uomini di cultura fu creata sotto l'egida della Carnegie Endowment for International Peace (una fondazione privata costituita dal magnate statunitense Andrew Carnegie) per investigare circa le atrocità commesse su civili e militari nel corso di entrambe le guerre balcaniche; iniziativa per certi versi innovativa (anche se monitoraggi internazionali della situazione delle popolazioni macedoni si erano già avuti nel 1903-1908), essa rifletteva il mutato clima internazionale in merito al diritto bellico e ai crimini di guerra, sancito dalla stipula delle due convenzioni dell'Aia del 1899 e del 1907. La commissione finì per concentrare la sua analisi sui crimini commessi durante la seconda guerra balcanica (giugno-luglio del 1913), perché più a ridosso dell'indagine e perché su di essi erano disponibili maggiori informazioni, visto che entrambe le parti si rinfacciavano reciprocamente accuse di atrocità sui civili; in ogni caso furono raccolte testimonianze e dichiarazioni anche su fatti avvenuti durante il primo conflitto, riunite poi in un documento unitario dal titolo Report of the International Commission to Inquire into the Causes and Conduct of the Balkan War, pubblicato nel 1914.
Azioni criminali contro civili e prigionieri di guerra furono condotte da entrambe le parti, sia a opera di forze militari (regolari o irregolari), sia dalle varie comunità etniche le une contro le altre. Crimini particolarmente violenti ebbero luogo in Macedonia, dove maggiori erano le divisioni etniche: gli eserciti, soprattutto quelli serbo e bulgaro, non avevano tempo e forze sufficienti per organizzare un saldo controllo dei territori occupati, facendo sì che in alcune zone venisse a mancare qualsiasi tipo di autorità civile per diverse settimane, un vuoto di potere che favoriva le azioni di bande isolate. Gruppi di civili e miliziani irregolari locali scorrazzarono in lungo e largo per la regione attaccando le comunità turche e musulmane: osservatori britannici rilevarono che nel vilayet di Monastir, occupato da serbi e greci, l'80% dei villaggi musulmani furono bruciati e le popolazioni costrette a rifugiarsi nei centri principali, ritenuti più sicuri; rapine e uccisioni furono condotte contro i proprietari terrieri di origine turca e più in generale contro i notabili e i possidenti musulmani.
A Ustrumca fu formata una commissione mista di cristiani locali, ufficiali serbi e bulgari e capi-banda bulgaro-macedoni che si arrogò il diritto di giudicare arbitrariamente i notabili musulmani locali, facendo ricorso alla tortura e infliggendo un gran numero di condanne alla pena capitale: le stime sul numero delle vittime variano, andando da un minimo di 800 (testimoni statunitensi) a un massimo di 3/4 000 (testimoni turchi); nel dopoguerra gli ufficiali bulgari presenti nella commissione furono condannati da una corte marziale, mentre nessuna misura fu presa nei confronti degli ufficiali serbi. A Kılkış, occupata dai bulgari, gli esponenti di una missione cattolica francese riportarono accuse di atrocità perpetrate dalle bande irregolari del VMRO, tra cui massacri di donne e bambini, stupri e incendi di moschee; a Serez truppe regolari bulgare saccheggiarono case e negozi turchi ma anche greci ed ebrei, compirono stupri, devastarono luoghi religiosi islamici e uccisero circa 600 civili, prima che le violenze fossero fermate per intervento del locale vescovo greco-ortodosso. Truppe regolari greche compirono azioni criminali contro le popolazioni turche durante l'avanzata verso Salonicco, in particolare incendi di villaggi e quartieri abitati da musulmani; anche i reparti ottomani compirono crimini contro le popolazioni cristiane, e un grave eccidio fu compiuto a Serfice dove 117 civili greci furono trucidati poco prima della ritirata della locale guarnigione ottomana.

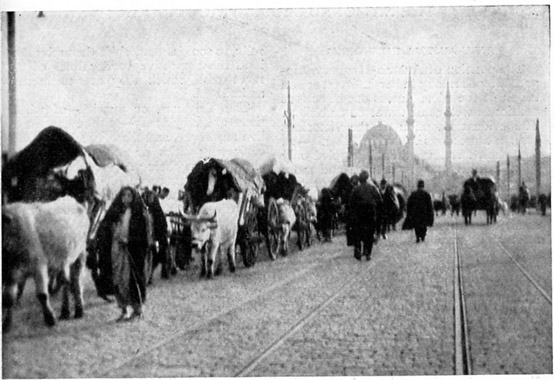
Profughi turchi in fuga dalla Tracia riparano a Istanbul

In Tracia reparti bulgari, e in particolare i membri della "Legione dei volontari bulgaro-macedoni" (comprendente anche volontari provenienti da altri Stati europei), compirono devastazioni e saccheggi nei villaggi turchi situati intorno ad Adrianopoli, città fortemente cosmopolita; nel corso dei primi giorni si verificarono anche molti casi di conversioni forzate al cristianesimo di membri della comunità dei pomacchi, bulgari di religione musulmana. La caduta di Adrianopoli fu seguita da tre giorni di devastazioni e violenze prima che le unità di polizia militare potessero riportare una parvenza di ordine: soldati serbi e bulgari, ma anche civili cristiani locali, compirono razzie e saccheggi nei quartieri musulmani, oltre a uccisioni e stupri; 15 000 prigionieri di guerra ottomani e circa 5 000 civili turchi furono trasferiti sull'isola di Sarai Eski, in mezzo al fiume Tundža, e qui, abbandonati per molti giorni, esposti alle intemperie e senza cibo, riportarono decine di morti per stenti. Decine di migliaia di civili turchi abbandonarono la Tracia seguendo le armate ottomane in ritirata, finendo con il riempire i quartieri di Istanbul di profughi e favorendo lo scoppio di una vasta epidemia di colera in città.
Eccidi e massacri ebbero luogo anche in Kosovo, lacerato dalla rivalità tra le comunità serba e albanese: Lev Trockij, allora corrispondente dal fronte per il giornale Kievskaja Mysl', riportò la testimonianza di un ufficiale serbo circa i massacri, gli stupri e le violenze a danno di civili turchi e albanesi nella zona di Üsküb per opera dei miliziani macedoni e serbi, testimonianza confermata anche dai racconti inviati dagli stessi soldati al giornale del partito socialista serbo e dalla relazione dell'arcivescovo cattolico di Üsküb, Lazer Mjeda; quest'ultimo resoconto riporta la cifra di 25 000 vittime in tutto il vilayet del Kosovo, anche se stime più attendibili parlano di 5 000 vittime. I rapporti tra serbi e albanesi non furono tuttavia sempre conflittuali: in diversi casi ufficiali serbi riuscirono a stabilire contatti con i clan albanesi per negoziare il pacifico passaggio delle proprie truppe. Le truppe montenegrine non furono esenti da azioni criminali, come le uccisioni di albanesi nella zona del Kosovo da loro occupata o la cristianizzazione forzata di 10 000 musulmani nel Sangiaccato: quest'ultima azione fu sconfessata dallo stesso re Nicola, che proclamò la libertà di culto nel suo regno e consentì loro il ritorno all'Islam.

## Conseguenze

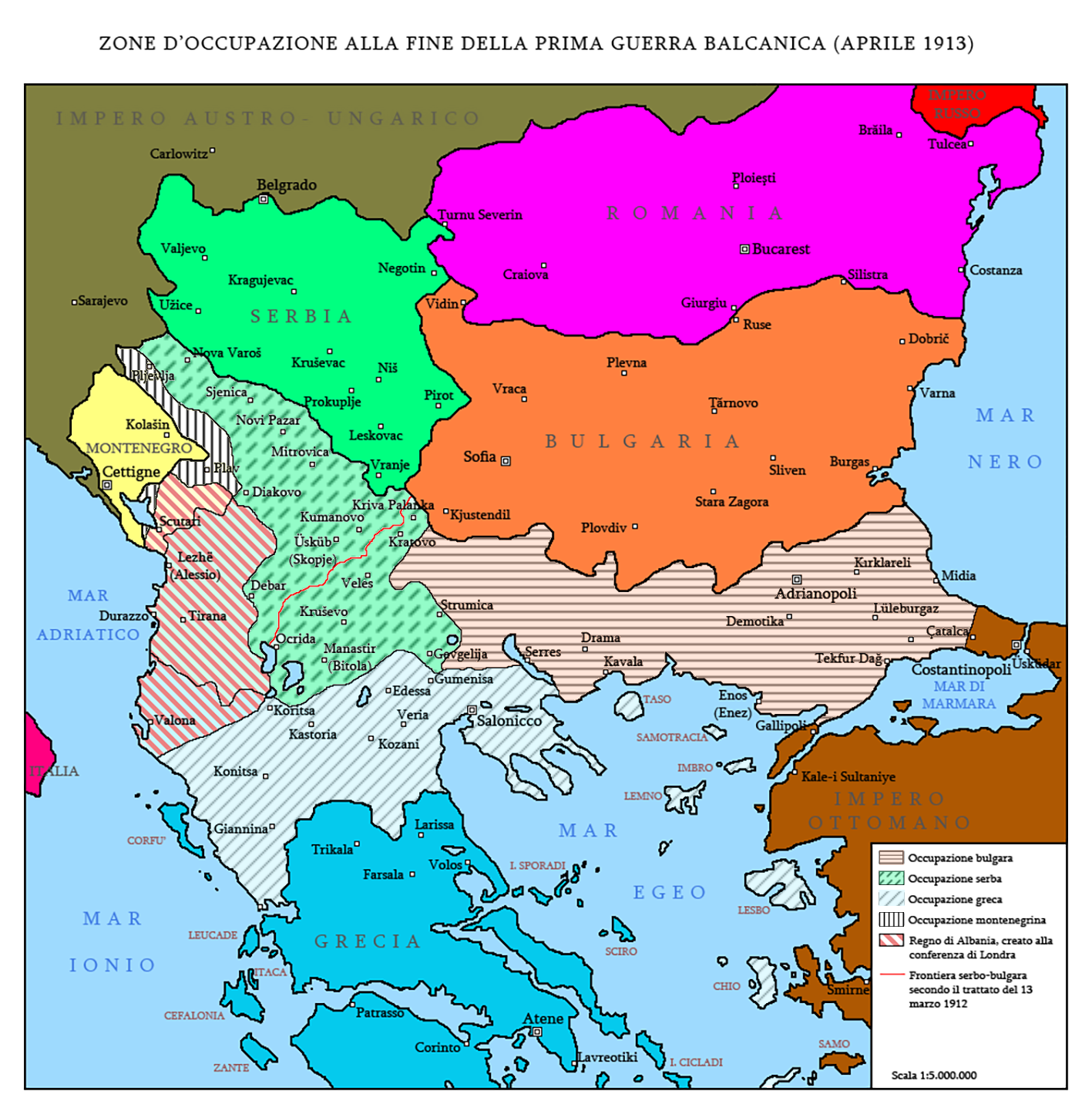
Le conquiste della Lega Balcanica alla fine della guerra

I negoziati per la stipula del trattato di pace si aprirono a Londra il 14 maggio 1913: le potenze europee esercitarono forti pressioni perché i belligeranti arrivassero il più presto possibile a un accordo, onde non ripetere l'estenuante e inconcludente situazione creatasi durante il primo armistizio. Praticamente messi con le spalle al muro, i membri della Lega e l'Impero ottomano siglarono il trattato il 30 maggio seguente: il testo riprendeva in gran parte quanto concordato al momento dell'armistizio, ovvero la consegna alla Lega di tutti i territori ottomani a ovest della linea Enez-Kıyıköy, la creazione di un Principato di Albania esteso da Scutari a Valona e governato dal principe tedesco Guglielmo di Wied e la cessione di Creta e delle isole dell'Egeo alla Grecia, mentre il destino delle quattro isole davanti ai Dardanelli sarebbe stato deciso successivamente dalle potenze sentite le parti. Nessuna decisione venne presa in merito alla spartizione dei territori tra i vari membri della Lega. Il trattato pose ufficialmente fine alla prima guerra balcanica, ma la situazione generale di conflitto era tutt'altro che risolta.
Due importanti questioni avevano nel frattempo irrimediabilmente minato la coesione della Lega balcanica: la perdita dello sbocco al mare e dei territori albanesi a causa delle pressioni internazionali spinse la Serbia a chiedere una revisione degli accordi prebellici con i bulgari, chiedendo compensazioni in Macedonia per quanto perduto in Albania; al tempo stesso scoppiò la lungamente rinviata questione della spartizione dei territori tra Grecia e Bulgaria, su cui nessun accordo era stato raggiunto, e in particolare il nodo centrale del possesso di Salonicco, inflessibilmente rivendicato da entrambe le parti. Su entrambe le questioni il primo ministro bulgaro Gešov tentò di temporeggiare, convinto di avere il pieno appoggio della Russia e quindi di poter avere a suo favore il pattuito arbitrato sui territori macedoni; ma il ministro degli esteri russo Sazonov era invece dell'idea che Sofia dovesse andare incontro alle richieste di greci e serbi, tuttavia non si dimostrò sufficientemente chiaro e deciso nel comunicare la sua posizione ai bulgari, lasciando che fossero gli alleati a trovare da soli un accordo.
L'intransigenza bulgara spinse Grecia e Serbia a un avvicinamento, e il 25 maggio 1913 i due Stati firmarono un trattato di alleanza e mutua difesa. Il 28 maggio il primo ministro serbo Pašić affermò ufficialmente che alla Serbia spettavano compensazioni in Macedonia per i territori albanesi perduti, sostenendo anche la necessità di un confine comune serbo-greco lungo la linea raggiunta dalle rispettive armate. Entrambe le parti iniziarono a far affluire truppe in Macedonia, e ben presto presero a verificarsi incidenti e scontri a fuoco: il primo ministro bulgaro Gešov si disse disposto a venire incontro alle richieste serbe, ma la sua posizione era sempre più minacciata dall'ala dura dei militari, capitanata dal generale Savov e dallo zar Ferdinando, decisa a risolvere la questione con le armi; il 30 maggio Gešov fu costretto alle dimissioni e rimpiazzato dal "falco" Stojan Danev, contrario a qualsiasi trattativa. Dopo un ulteriore mese di inconcludenti incontri e mediazioni proposte dai russi, il 30 giugno 1913 il generale Savov, agendo praticamente di sua iniziativa, diede ordine alle truppe bulgare di attaccare le posizioni degli ormai ex alleati, dando avvio alla seconda guerra balcanica.